# Geografia comunei Racovița
Acest articol dezvoltă o secțiune Geografia comunei Racovița a articolului principal, comuna Racovița, Sibiu.

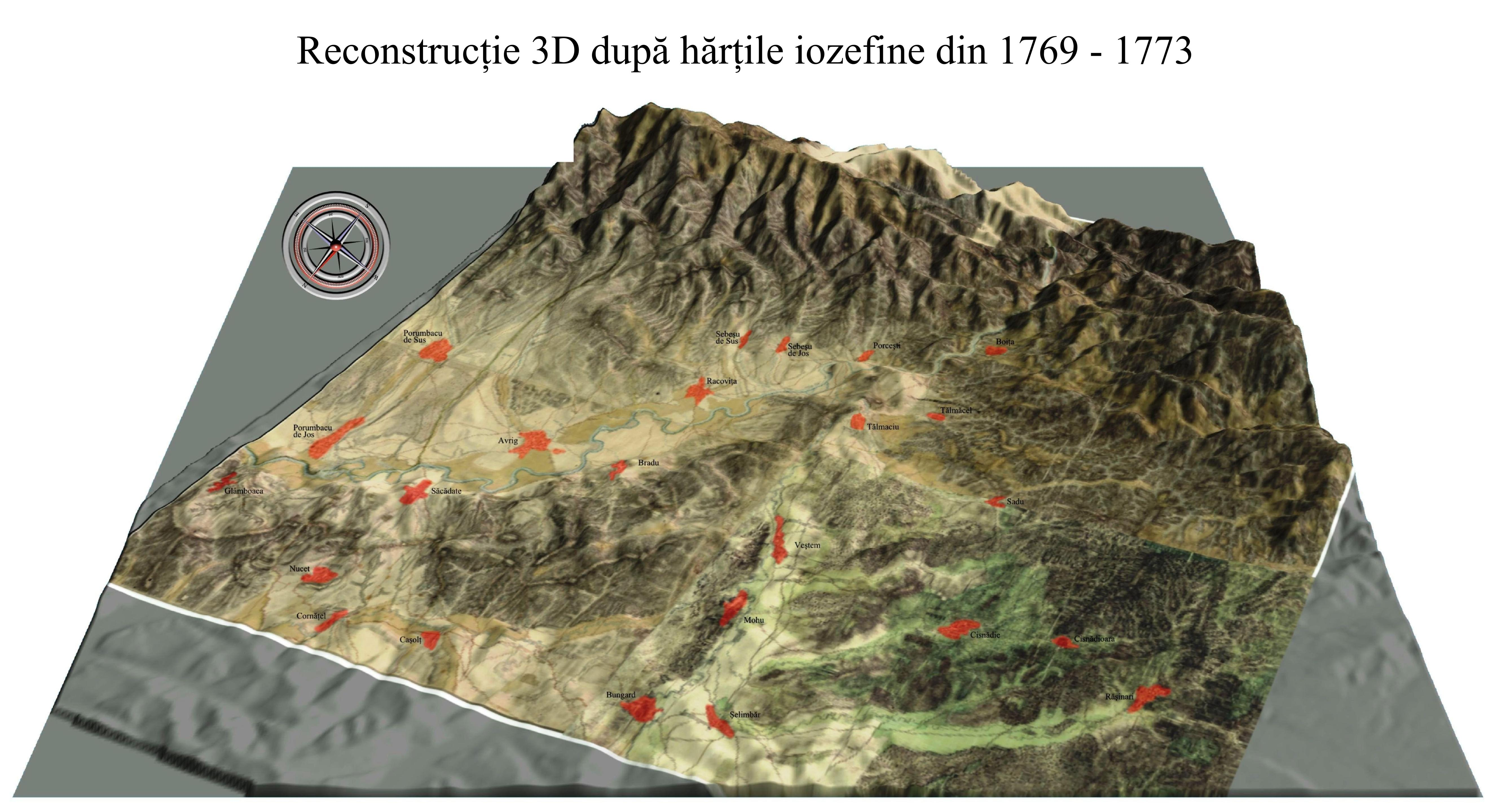
Încadrarea zonală

Comuna Racovița, este așezată la poalele Vârfului Suru (2281m), pe zona de contact dintre dealurile submontane ale Munților Făgăraș și terasa joasă, aluvionară, de pe malul stâng al Oltului, la o altitudine de 385 metri.
Localitatea se mărginește spre nord și nord-est cu hotarul orașului Avrig, hotar care se întinde de la confluența Văii Mârșa cu Oltul și până în Vârful Sorliței, hotar trasat după anul 1200 și marcat ca atare cu semne de hotar numite 'morminți'. 
De aici, din punctul numit „La tri metri” , începe hotarul cu satul Sebeșu de Sus, care coboară spre sud-vest peste „fruntea Moașii” , „Plăieț” , „Șanțu Săghișului” , continuat cu „Pârâul Hotărăl” până la vărsarea acestuia în râul Olt.
Spre vest, granița cu orașul Tălmaciu o formează piscul „Cioru” (541m), continuată fiind de trupul de hotar numit „Brătianu” iar spre satul Bradu, delimitarea o face râul Olt. 
Suprafața așezării este de cca. 34.5 km² și coordonatele geografice sunt: 45° 40' și 45” latitudine nordică, corespunzătoare orașului Focșani, și 24° 20' si 38” longitudine estică, corespunzătoare orașului Rîmnicu Vîlcea.

## Geologia

Prelucrare 3D a reliefului

Alcătuirea geologică a hotarului Racoviței, care ca unitate geomorfologică face parte din Depresiunea Făgărașului, nu este unitară. Astfel, zona păduroasă și, în special, „Valea Lupului”, este formată din șisturi cristaline, mai mult sau mai puțin metamorfozate.
Mărturii ale epocilor îndepărtate din istoria pămantului, când întreaga Depresiune a Transilvaniei a fost acoperită de apele Mării Eocene, ne stau dealurile care străjuiesc satul sau chiar și cele din hotar. Astfel privind versanții abrupți ai „Ciorului”, ai „Dealului Morii”, ai „Râpei Bii”, sau ai „Cetățuicii”, se poate observa cu ușurință că aceste înălțimi sunt constituite din roci sedimentare sub forma unor straturi de diferite grosimi, dispuse în plan orizontal sau ușor înclinat.
În compoziția acestora intră pietrișuri, argile, marne, gresii, nisipuri sau conglomerate, provenite din măcinarea, transportul și depunerea rocilor versanților nordici ai „Alpilor Transilvaniei”, în decursul a milioane de ani. Tot din această perioadă datează și rocile calcaroase bine evidențiate în trupurile de hotar numite „La cretă” și „Pe hume”, precum și argilele de „Pe deal”, „Pe față” etc.
- Notă:

Harta geologică a zonei Sibiu, editată de Institutul Geologic Român în 1968

## Relieful
Hotarul satului este cuprins între altitudinea de 373m corespunzătoare luncii Oltului și 1049m corespunzatoare „Vârfului Sorliței”.
Coborând în trepte pe direcția nord-est, nord-vest, deosebim mai întai o zonă de munți scunzi, puternic fragmentați, legată organic de versanții nordici ai Munților Făgăraș. În cadrul ei se evidențiază: „Dealul Bârnelor”(972m), „Cetatea”(846m), „Vârful Scaonelor”(799m) precum și „Chiscul Pleșii”(779m), înălțimi acoperite cu păduri întinse de fag. La poalele acestora se întind dealurile joase, de podiș, aparținând extremității vestice a Depresiunii Făgărașului. Unele dintre acestea ca „Cetațuica”, „Răpa Bii”(606m), „Tărcauăle” și „Arinii”(503m), sunt acoperite cu tufișuri sau formează terenuri de pășunat. Altele ca, „Dealul Morii”(442m), „Dealul ăl Mare”, „Dealul Braniștii”, „Fața”, „Dealul Săghișului” și „Coprinele”, constituie veritabile terenuri agricole brăzdate de o întinsă rețea hidrografică.
Trecerea de la dealurile de podiș spre lunca aluvionară a Oltului, se face pe o curbă de nivel care urmărește aproape fidel drumul județean Tălmaciu-Racovița-Avrig. De aici, spre vest și nord-vest se întinde lunca Oltului până la poalele „Ciorului”, punct terminus al prelungirii sud-vestice a Podișului Hârtibaciului.

## Resursele subsolului
Ca întreaga zonă, subsolul este lipsit de zăcaminte minerale, în schimb se găsesc din abundentă materiale de construcții:

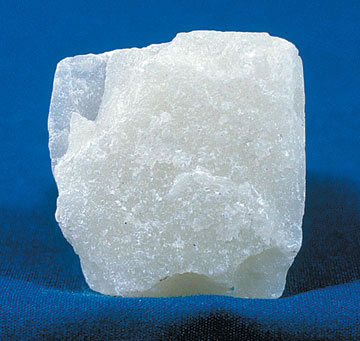
Talc

- Piatra de râu pe cursul superior al „Văii Lupului” și mai puțin pe al „Racovicioarei”.
- Balastul și nisipul de pe toate prundurile Oltului.
- Piatra de var pe „Braniște”, pe „Părăul Iezărilor” și pe „Părăul Vărniții”.
- Argila în locurile numite:„La Ferestar”, „La Iovici” și „La Caramizi”. Argila era folosită la prepararea unui înlocuitor al mortarului de var, numit local „papalașcă”.
- Argila bogată în oxizi de fier din locul numit „La Pământul Roșu”.
- Huma de pe „Dealul Humelor”.
- Betonita, pământuri decolorante, silicați de aluminiu, talc pe „Dealul Humelor” și „Pe Vâlcele”, zăcăminte încă neexploatate.

Nota:
Informații luate de la:
- A.S. Sibiu, Fondul Racovița, Composesoratul de pădure „Braniștea”, Protocoale și Procese-Verbale din anii 1919, 1921 și 1923, pssim.
- „Lupta Sibiului”,II, nr.430/31 decembrie 1950, p.5.
- A.S. Sibiu, Fondul Racovița, Composesoratul de pădure „Braniștea”, doc.nr.1614/11.03.1936.

## Clima
Prin poziționarea sa geografică la poalele Munților Făgăraș în zona limitrofă a Depresiunii Făgărașului, în apropiere de Depresiunea Sibiului și la punctul de intrare în Valea Oltului prin Pasul Turnu Roșu, Racovița se bucura de o climă continental-moderată, fiind influențată atât de fragmentarea reliefului și zonalitatea verticală a acestuia, cât și expunerea sa.
Iernile sunt în general blânde, cu cantitați reduse de zapadă, care se menține la sol 60-80 de zile. Iarna, sunt frecvente schimbări de temperatură când aerul rece coboară în lunca Oltului formând așa-zisul „burhai” sau „buștină”. Ierni blânde au fost înregistrate în anii 1865, 1866, 1886, 1948, 1954, 1960 și 1971. Temperatura medie a lunii ianuarie este -4 °C, maxima istorică de +15,6 °C, fiind înregistrată la Boița în 1939 și minima absolută de -30,6 °C pe 28 ianuarie 1943. 
Primăverile sunt scurte și trecerea la vară se face uneori pe nesimțite. Nu sunt rare nici zăpezile târzii (ale mieilor) și ale înghețurilor, care produc uneori pagube prin grădinile de pomi ale localnicilor. Referitor la acestea parohul Petru Florianu nota pe un Chiriacodromion:
„În 1864 a fost o primavară foarte rea, căci afară de aceia că au suflat tot vânturi reci, au mai căzut și unele zăpezi mari, precum în 25 martiu, care nu s-au topit până după o săptămână. După aceia, a mai căzut una în seara de Sfântul Gheorghe, adică în 23 aprilie, după care oamenii, pentru lipsa nutretului au pătimit mult rău, dar mai cu seamă au suferit multe daune în oi”—Petru Florianu
Verile sunt lungi oscilând între veri ploioase, cum a fost cea din anul 1864, când „otarul Racoviței n-au produsu mai nemica”, sau veri secetoase cum au fost cele din anii 1865 și 1866, când se consemnează „o lipsă de fân foarte mare”. În vara anului 1907, tot din cauza secetei, s-a permis proprietarilor pădurii „Braniștea” să-și pășuneze vitele prin tăieturi sau pe „Valea lui Laț”, altfel „acestea riscând să se prăpădeasca!". Caracterul instabil a determinat înregistrarea temperaturii minime de +5 °C în august 1947 și maxima de 37,6 °C în 1946 (Boita).
Toamnele de cele mai multe ori sunt călduroase, timpul frumos prelungindu-se până în noiembrie, după care încep ploile mărunte și reci. S-au înregistrat însă și ninsori timpurii cum a fost cea din ziua de 16 septembrie 1867, cănd ciurzile n-au putut fi scoase la pășunat.
Temperatura madie anulă este de +8 °C.

### Precipitațiile
Cantitatea de precipitații care cad pe hotarul satului este variabilă, acestea fiind în raport direct cu zonele de relief și cu lunile anului, asigurând o alimentare permanentă a rețelei hidrografice.
Cele mai mari cantităti cad în lunile de vară, iar cele mai scăzute, în lunile februarie, noiembrie și decembrie. Uneori, precipitațiile lunilor de vară au și caracter de aversă, acestea fiind însoțite și de grindină. După cum a povestit parohul Petru Florianu, în anul 1926 mărimea grindinei cazută peste sat și hotar a avut mărimea unui ou de puică.
În unele veri, cum a fost cea a anului 1948, precipitațiile abundente căzute în bazinul „Văii Lupului” și al „Racovicioarei”, a determinat viituri mari, care pe langă pagube materiale a făcut și victime omenești.
Precipitațiile sub formă de ninsoare cad începând cu a doua jumătate a lunii noiembrie și numai cu totul excepțional, cu sfârșitul lui octombrie, astfel încât să formeze un strat permanent. Maxima acestora se înregistrează în lunile decembrie și ianuarie, tradiția orală consemnând în mod frecvent ierni în care nămeții au depășit simțitor grosimea unui metru.
În general, numărul anual al zilelor cu ninsoare nu depășește pe cel de 40.

Precipitații în Racovița

### Vânturile

Panoramic virtual al reliefului din Racovița

Străjuită în mare parte de către „Dealu Șăghișului” și de „Dealu Morii”, localitatea este ferită, oarecum, de vânturile care bat în zonă. Iarna, dinspre est și nord-est suflă Crivățul, care aduce zăpezi abundente și geruri mari. Primăvara, de pe versanții Munților Făgăraș, se prelinge spre lunca Oltului „Vântu ăl mare”, cald și secetos, care datorită temperaturii sale ridicate și a uscăciunii aerului pe care-l aduce, grăbește topirea zăpezii.
De primăvara și până toamna, prin culoarul Oltului, respectiv prin Pasul Turnu Roșu, pătrunde dinspre sud, în toată zona, vântul cald și umed care aduce ploi, numit „Băltărețu” și dinspre sud-vest „Austrul”, vânt uscat, secetos numit și „Traistă goală”.
Dinspre vest și nord-vest vin vânturi umede numite „Moroșanu” și „Sădeanu” numit și „Prejbeanu”. Cu o frecvență scăzută, vara bate dinspre est un vânt local numit „Făgărășanu”.

## Hidrografia

Bazinul hidrografic (verde deschis) pentru Râul Racovița

Întreaga rețea hidrografică(cca.1km/kmp) este tributară Oltului și afluenților săi:
- „Racovița” numit și „Valea” cu afluentul  „Valea Lupului”.
- „Mârșa” ce colectează pâraiele din pădurea „Braniștea” și „Arini”.
- „Hotărălul” ce izvorăște din hotarul Sebeșului de Sus.
- „Părăul Drumușorului”, numit spre izvor, „Părău Vâlcelelor”.

Oltul intră în hotar începând cu punctul de confluență cu râul Mârșa și îl părăsește la punctul de confluență cu Pârâul Hotărăl. Pe toată această porțiune, datorită pantei mici(0.88m/km), râul are un parcus leneș, cu meandre, printre maluri joase, umbrite de sălcii. Debitul mediu este de 67mc/sec și se menționează ani în care el a putut fi trecut prin vad atât cu piciorul cât și cu carul.
În 1975 s-a înregistrat la punctul hidrologic de la Sebeș-Olt un debit maxim de 1650 mc/sec. Când se revarsă, viiturile sale acoperă lunca riverană astfel încât din rambleul căii ferate și până la marginea satului Bradu, totul este un întins de ape tulburi și mâloase.
Viituri rămase în memoria satului:
- anul 1753[10] când racovicenii au rămas cu întreaga recoltă distrusă și au cerut ajutor Cetății Sibiului.
- anul 1901[11], care a adus Oltul până pe „Vale-n Jos”.

În prezent, prin construirea hidrocentralelor de la Avrig, Scoreiu, Arpașu de Jos, Olteț, Voila și altele, cursul râului Olt s-a regularizat și inundațiile, viiturile au rămas de domeniul trecutului.
Apele stătătoare sunt slab reprezentate fiind numite bălți și sunt situate în lunca inundabilă a Oltului: „Balta”, „Balta a Rotundă”, „Balta lu Melțăr” și „Balta a Mare” de pe „Răzurele” ce colectează apele pluviale din zonă.
Pânza freatică este bine reprezentată prin numeroase fântânițe, dintre care cele mai cunoscute sunt: „Fântânița Grancii”, „Fântânița Neamțului”, „Fântânița Boarului”, „Fântânița lu Breteșan”, „Fântânița Călugărului” și „Fântânița lu Pătru Micului”. În sat fântânile se găsesc în fiecare gospodărie, cea mai adâncă fiind în curtea lui Ioan Mihăila situată „În Deal”.

### Galerie imagini

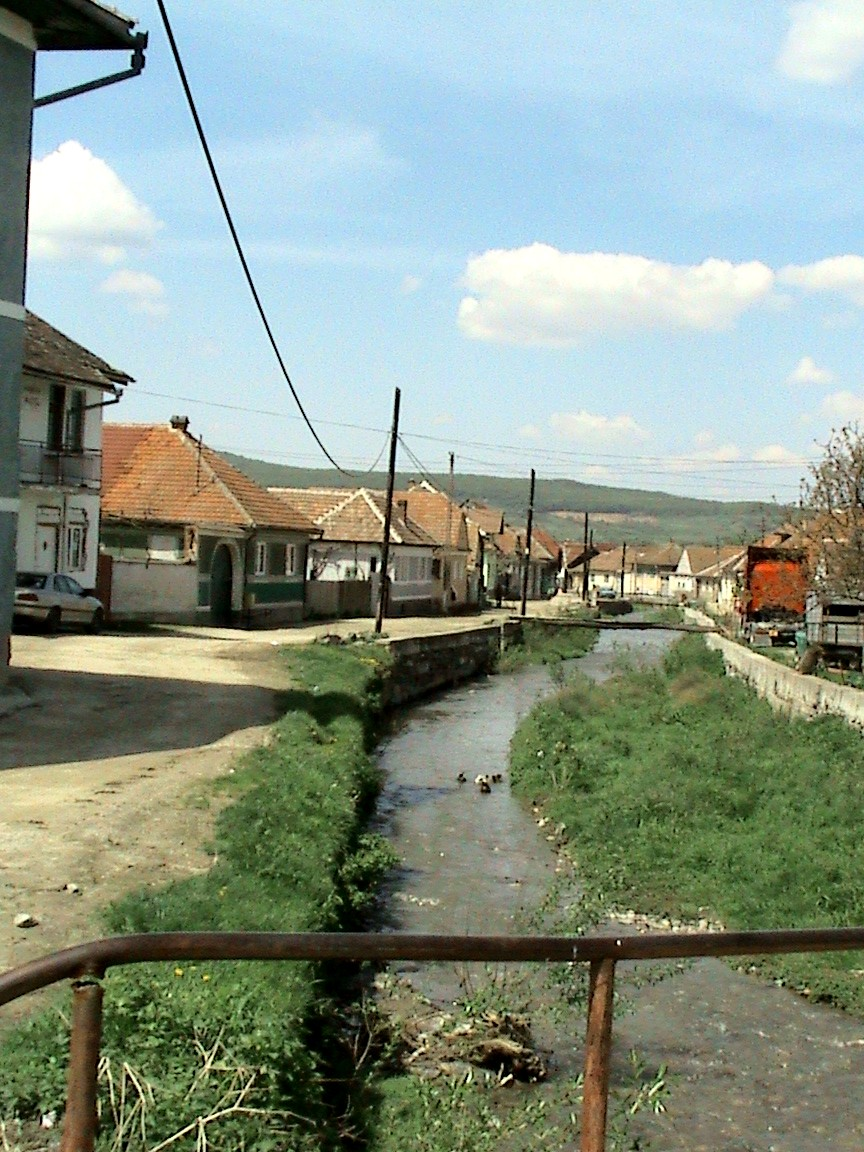
Pe Vale'n Jos
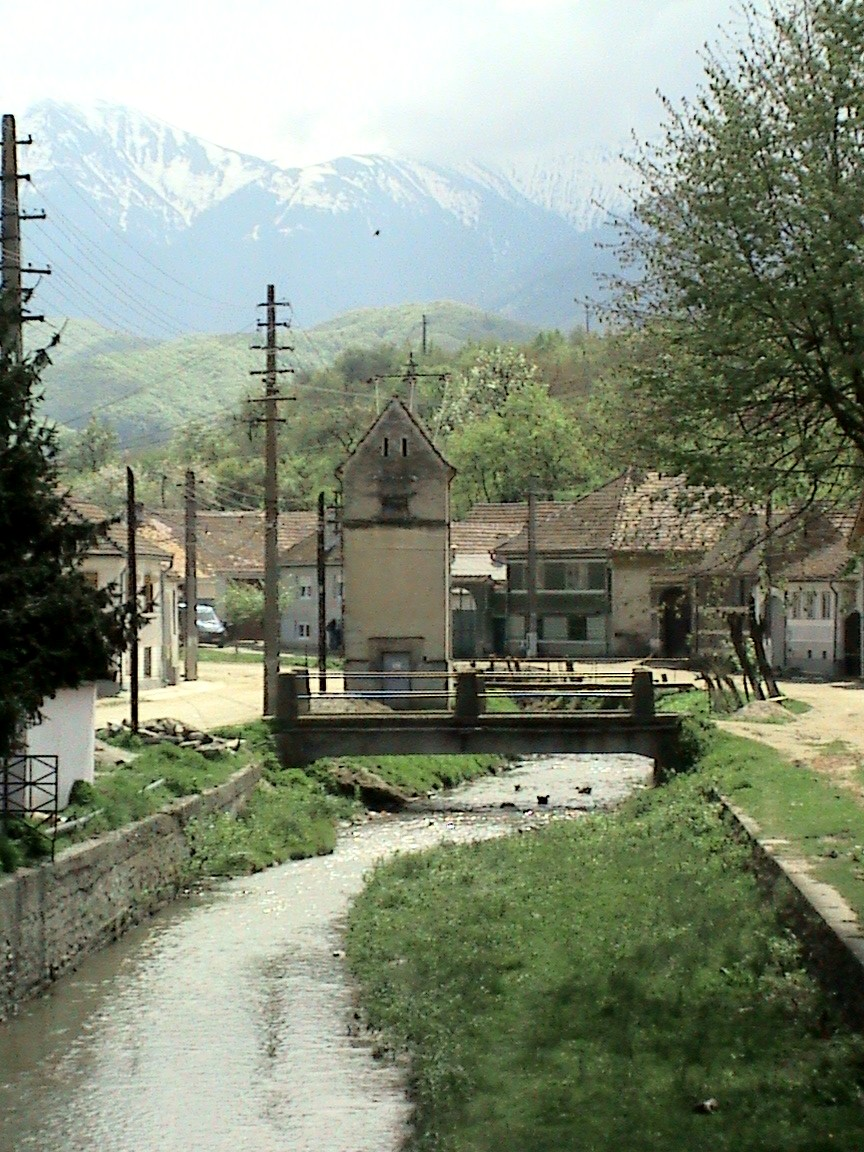
Pe Vale'n Sus
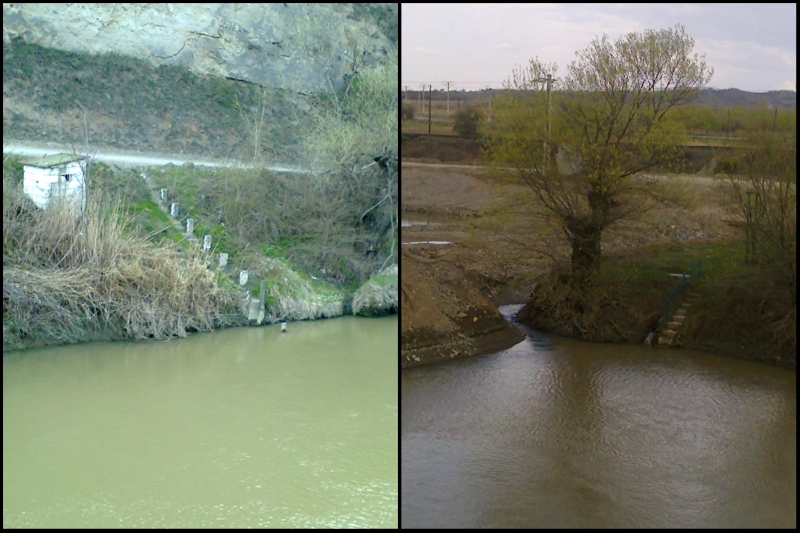
Pontoanele bacului aflat lângă podul de peste râul Olt în zona dealului Cioru.
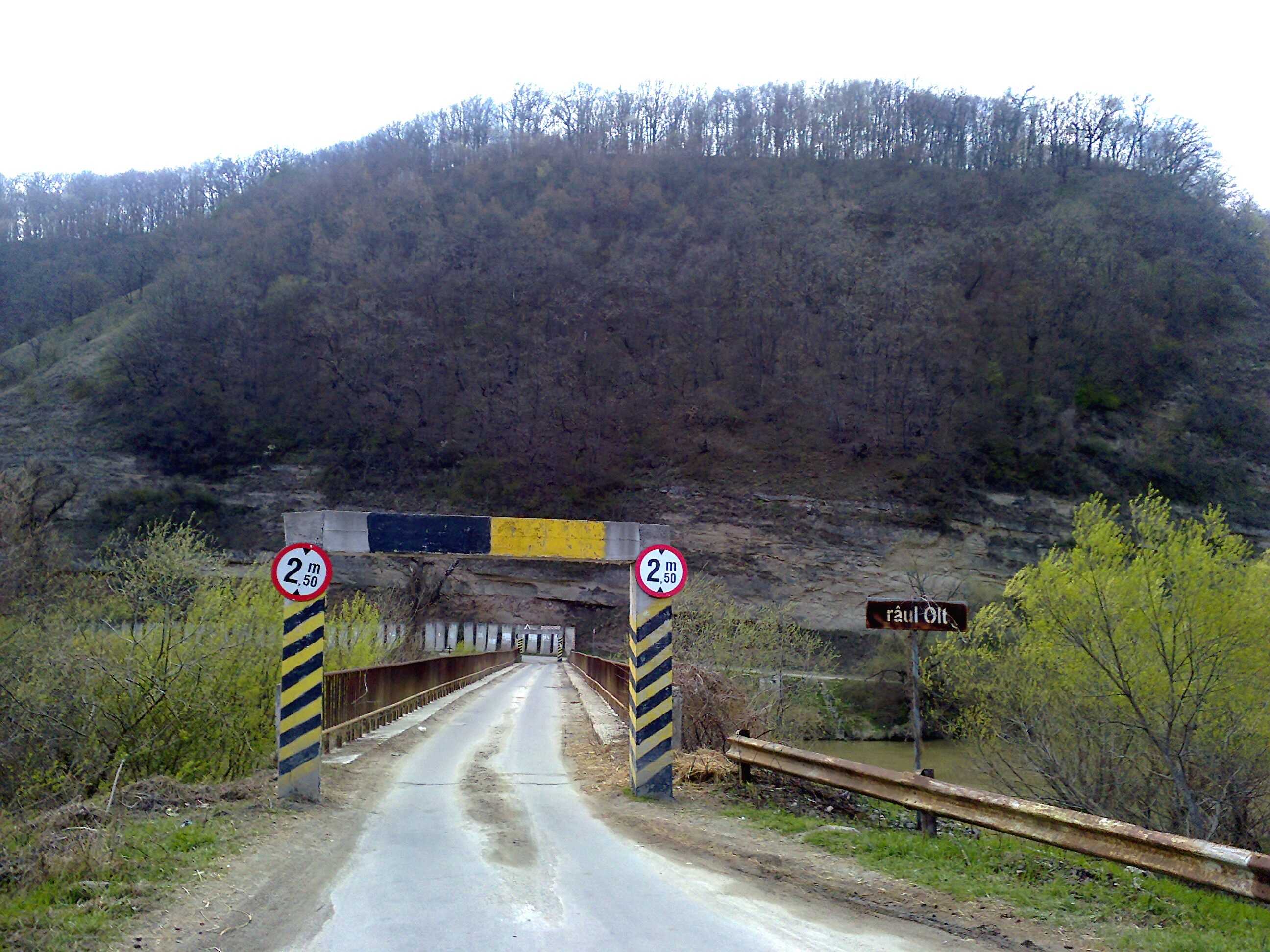
Dealul Cioru şi podul peste Olt
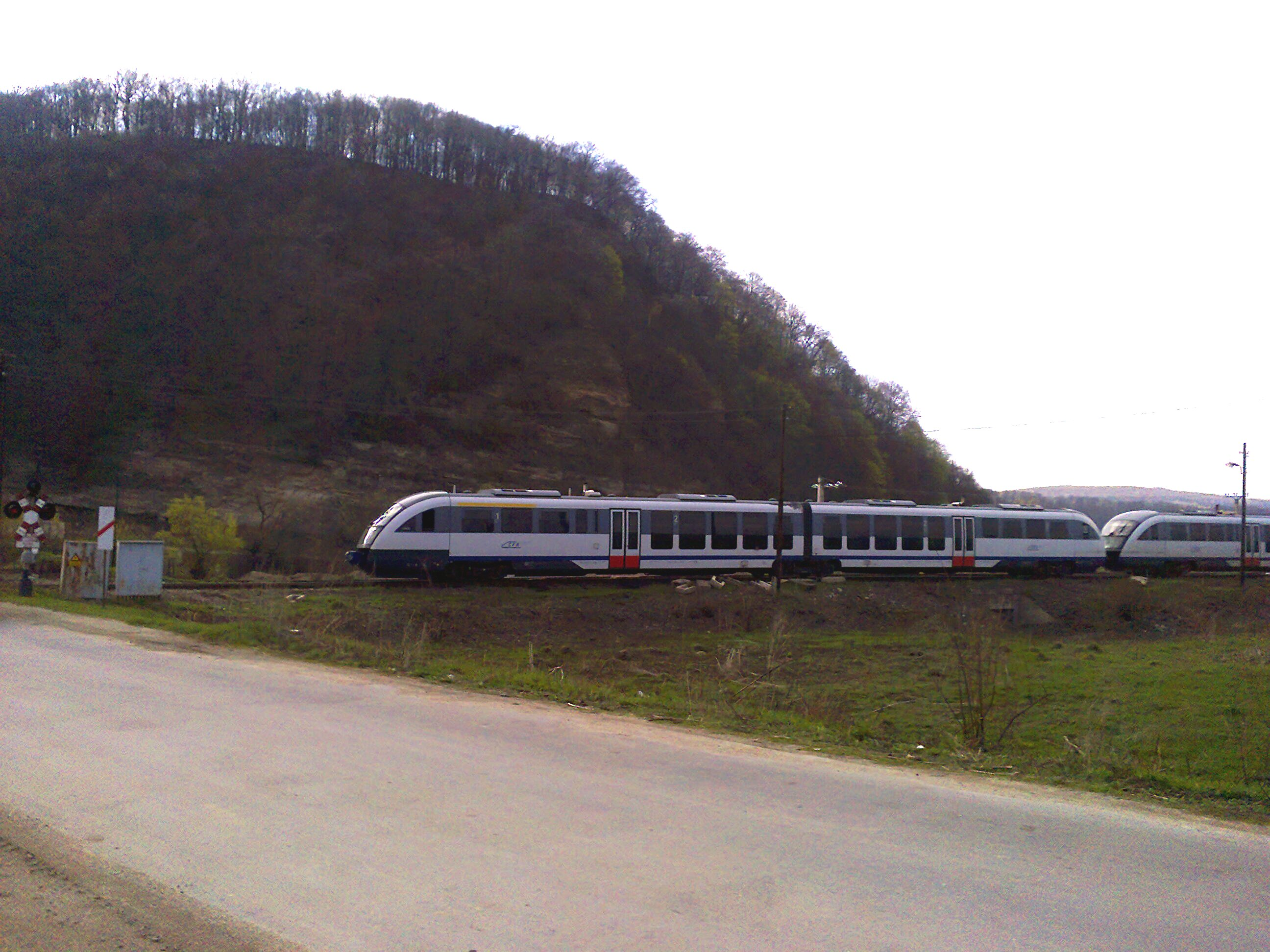
Dealul Cioru şi calea ferată

### Galerie imagini, Valea Lupului
Valea Lupului este afluent de dreapta al Râului Racovița (Valea).

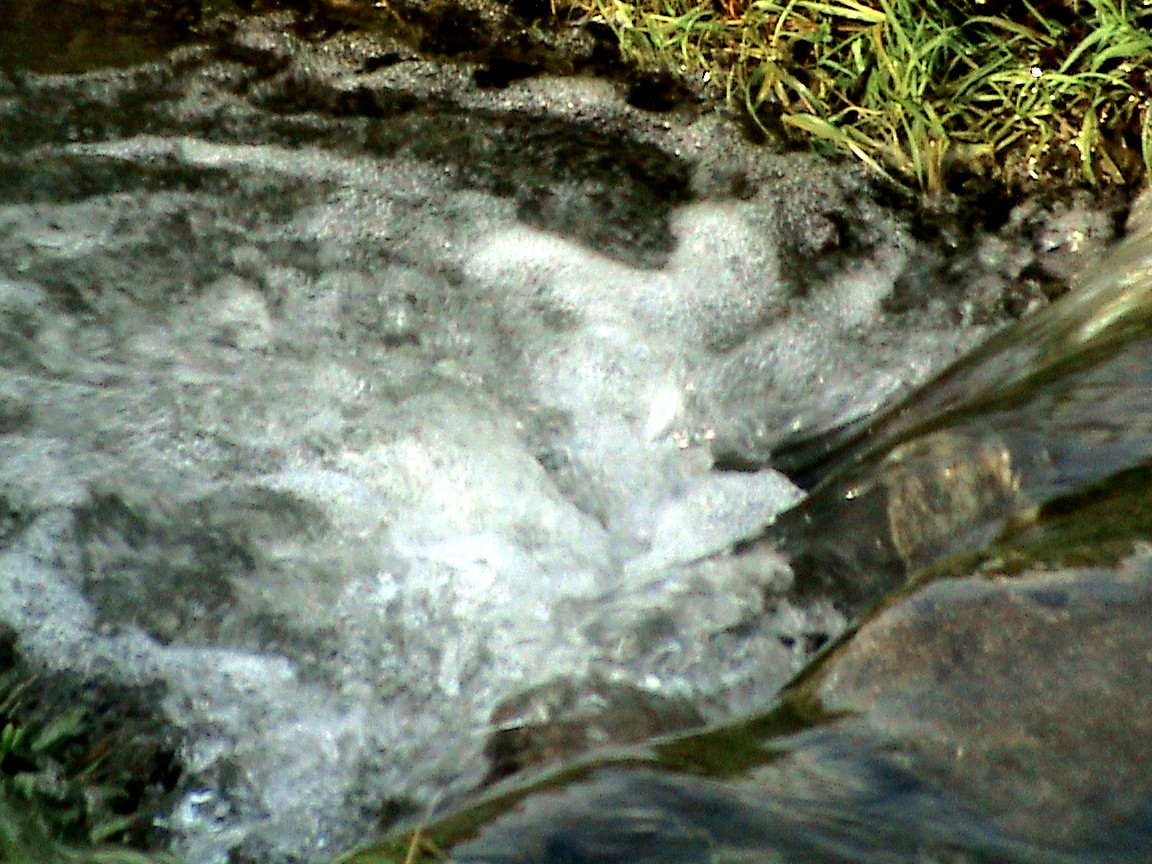
La izvoarele Văii Lupului.
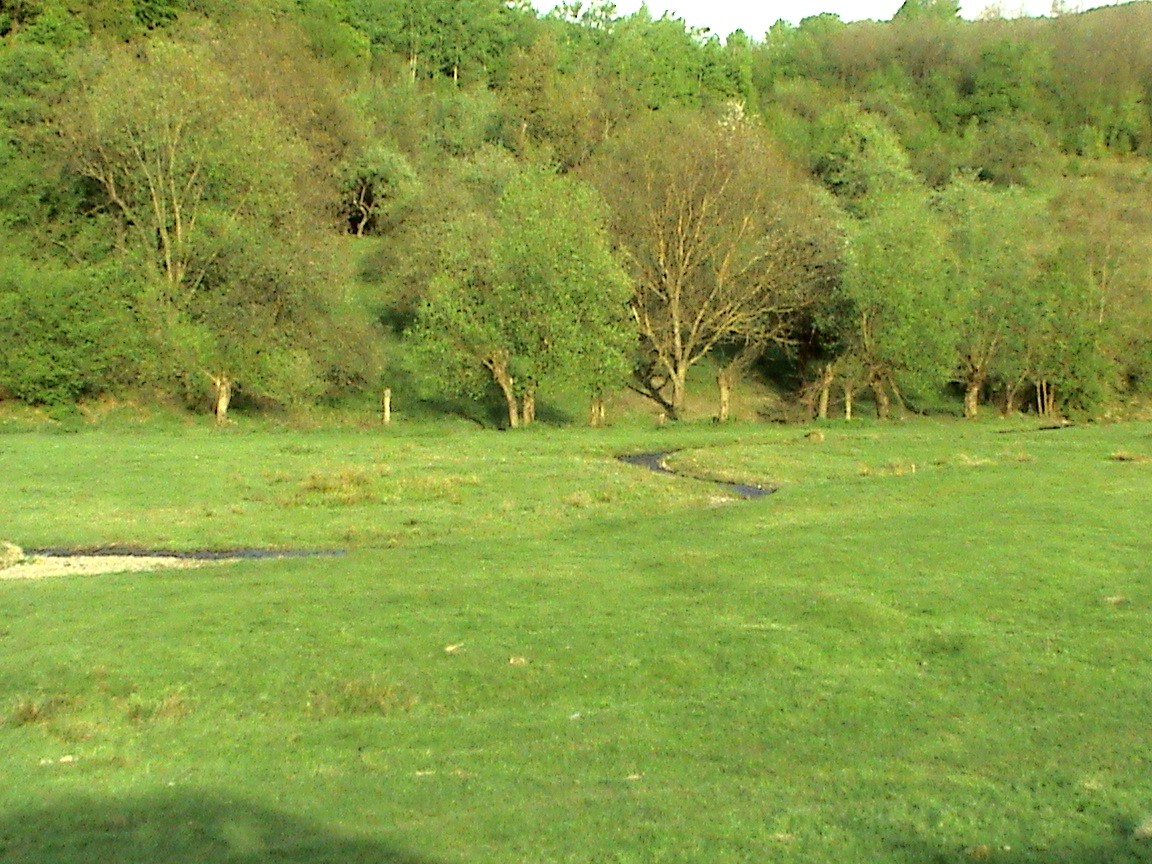
Meandrele pârâului pe platoul de sub Vârful Surului.
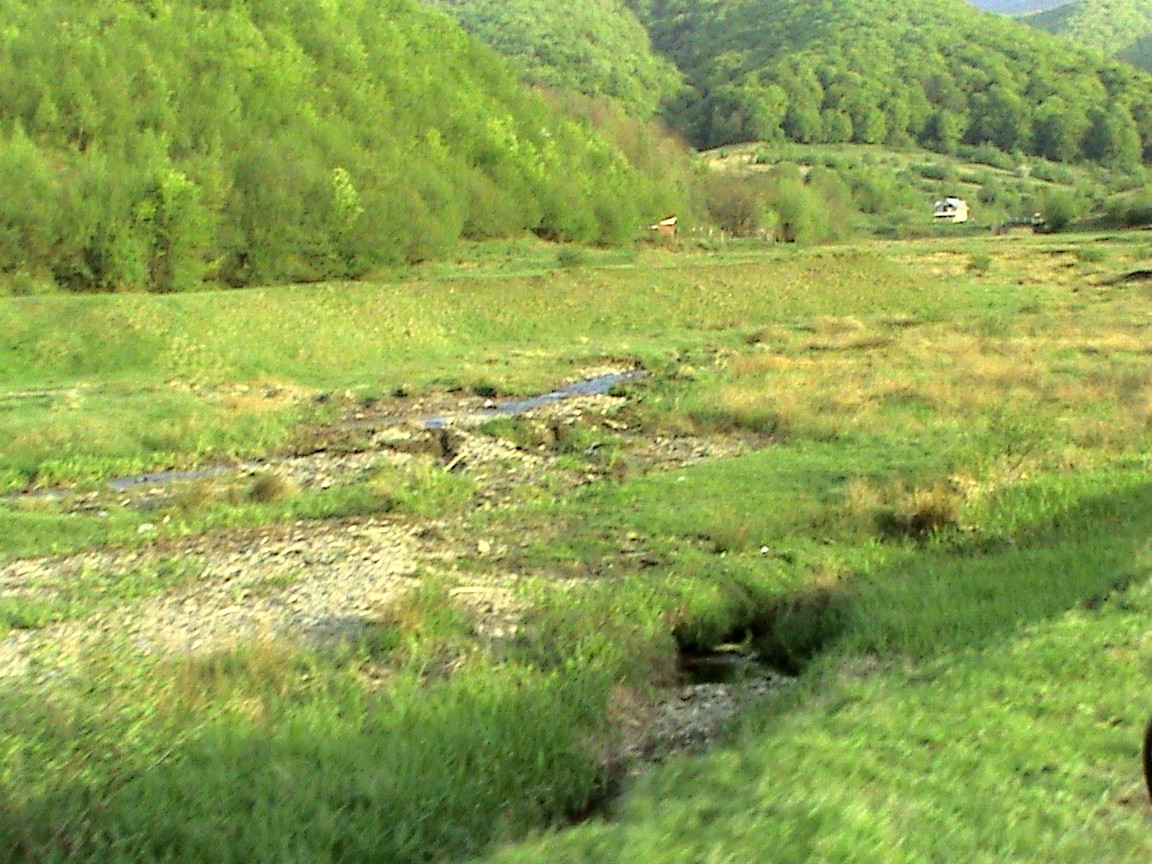
Zonă inundabilă pe platoul de sub Vârful Surului.
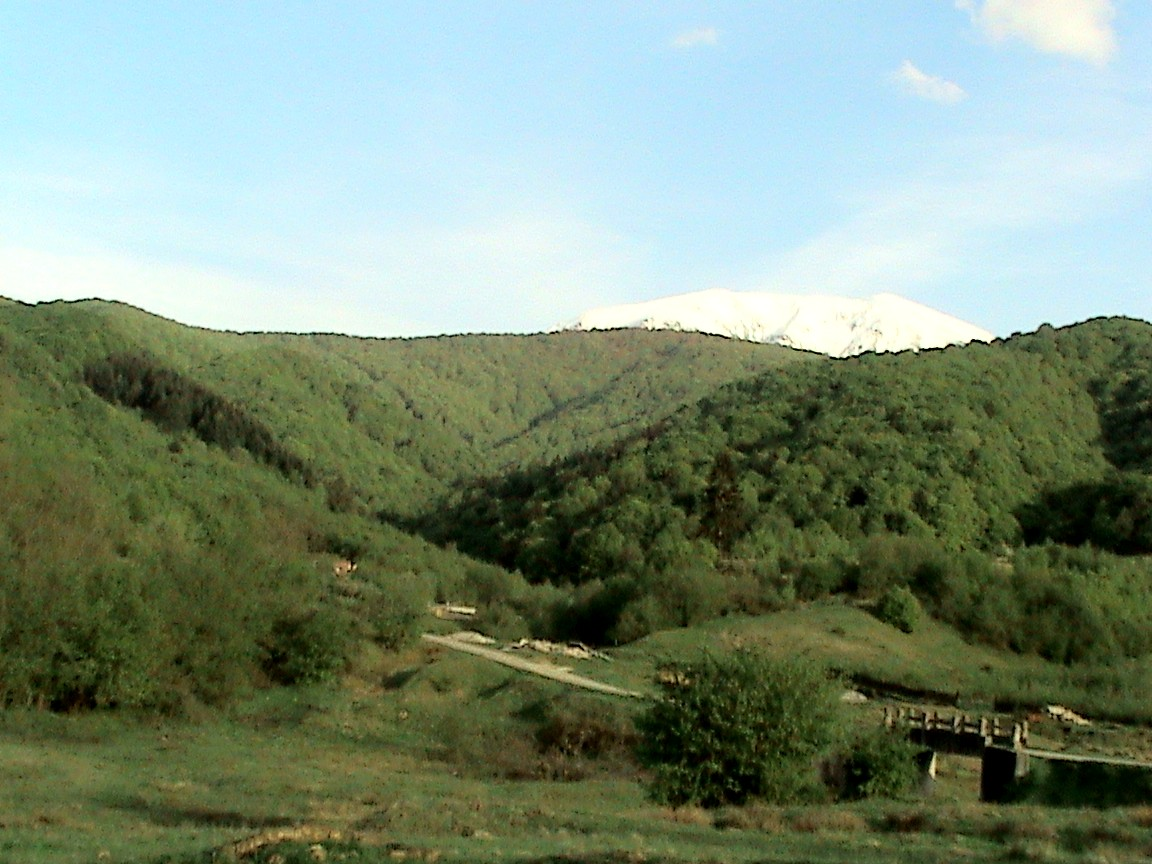
Pod peste Valea Lupului. Pe fundal, dreapta sus, Vârful Suru înzăpezit.
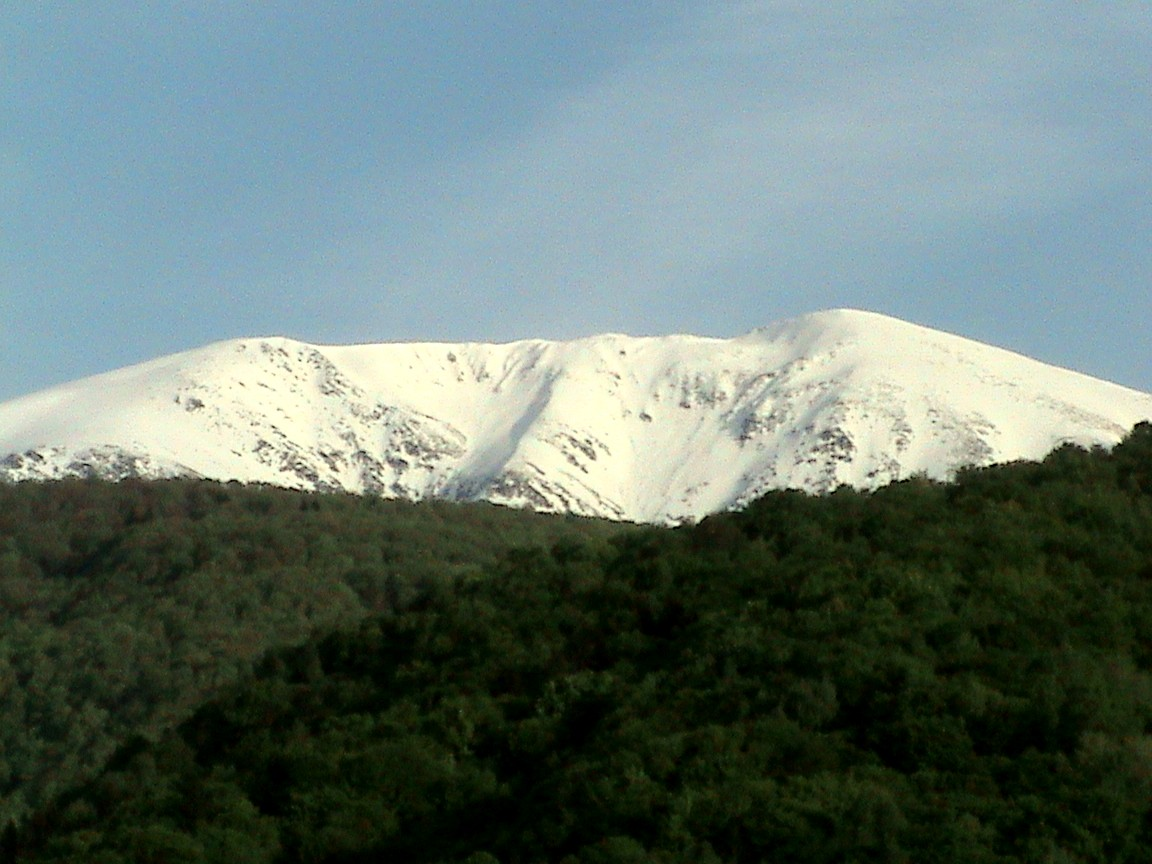
Vârful Suru văzut de pe Valea Lupului.
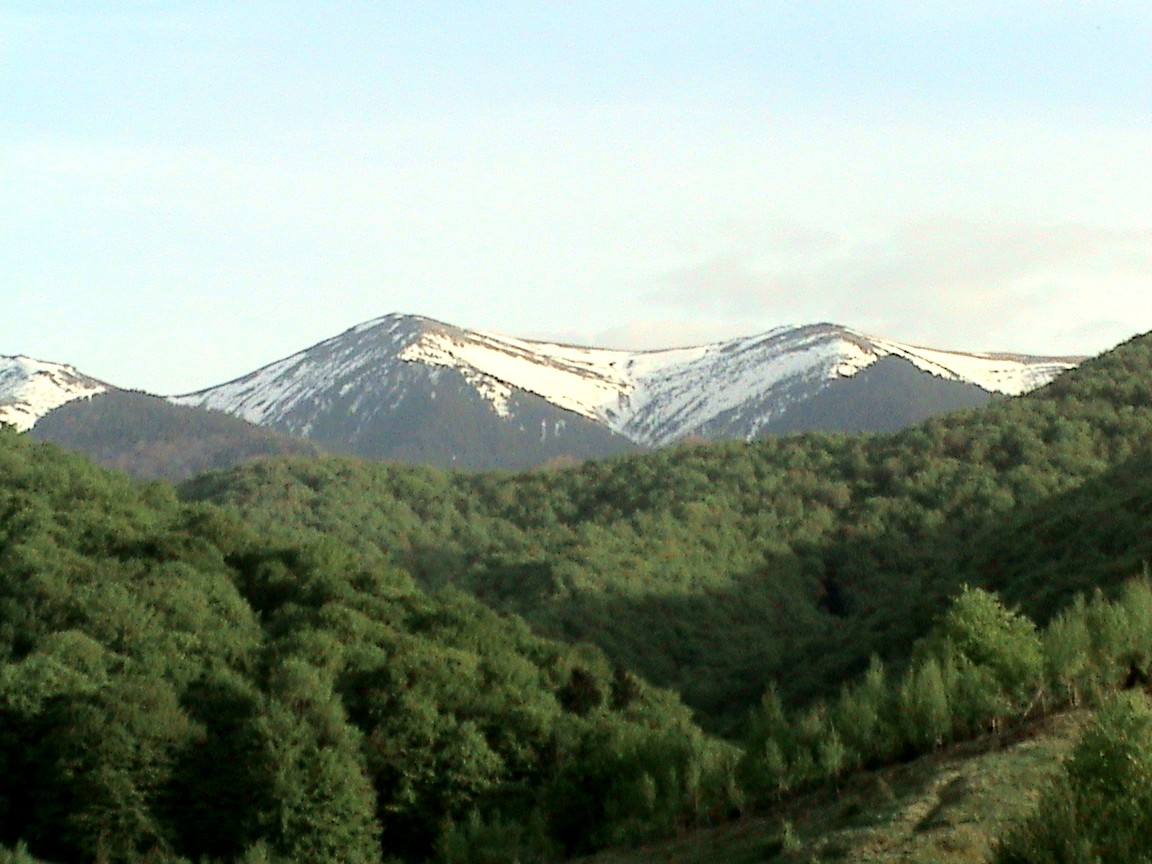
"Fruntea Moaşei" văzută de pe Valea Lupului.
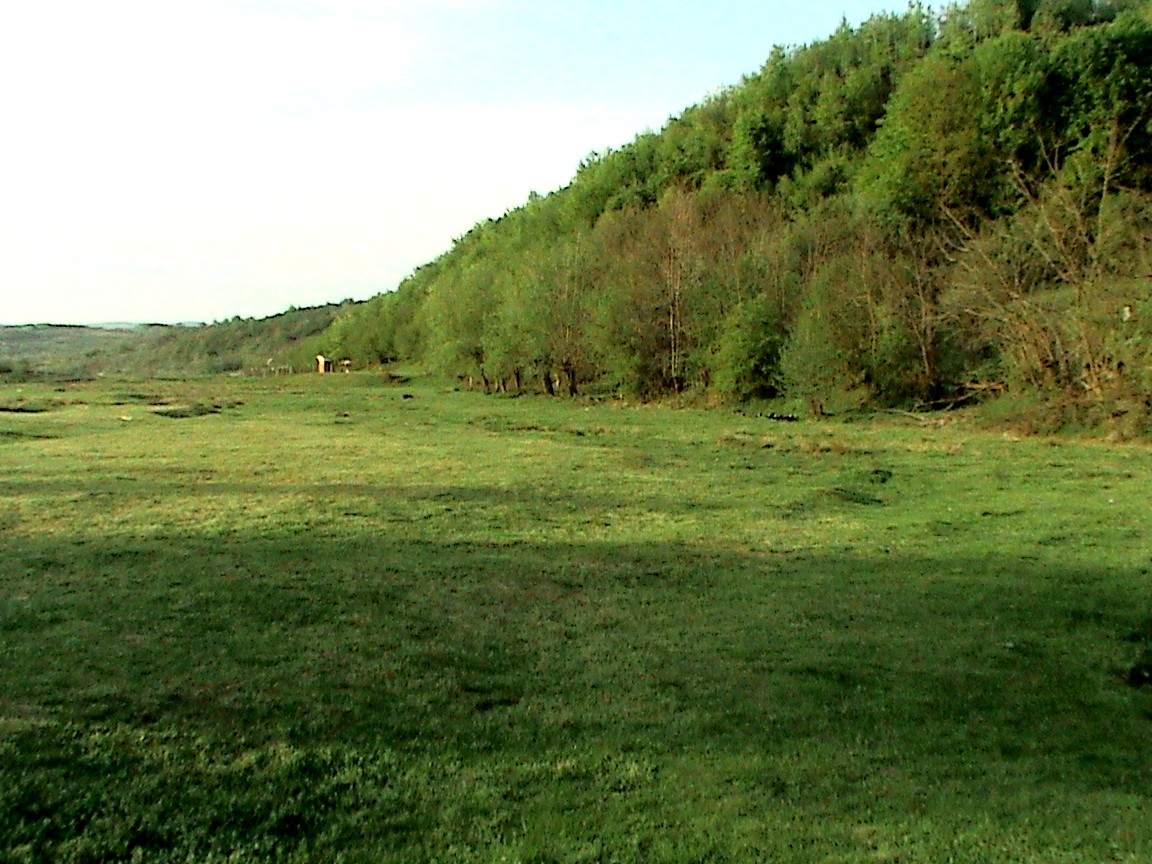
Liziera Pădurii la marginea platoului.
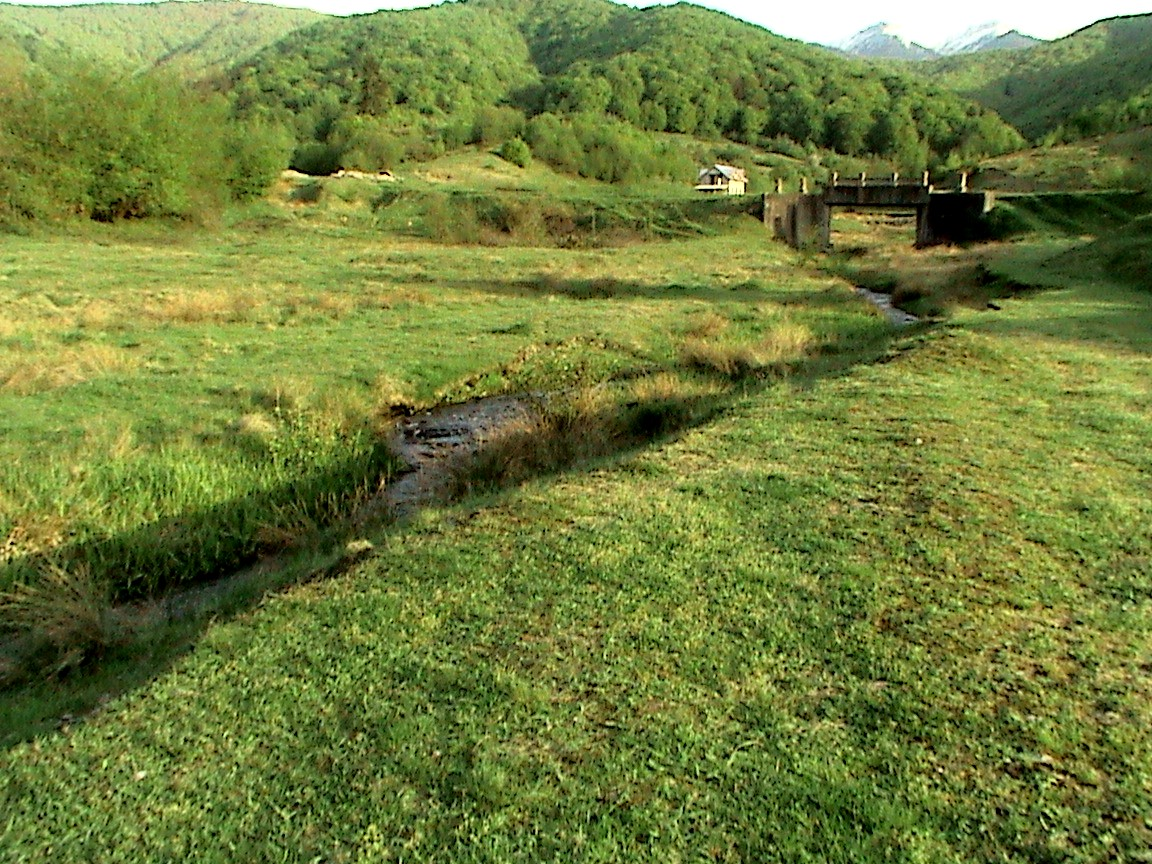
Pod peste Valea Lupului.
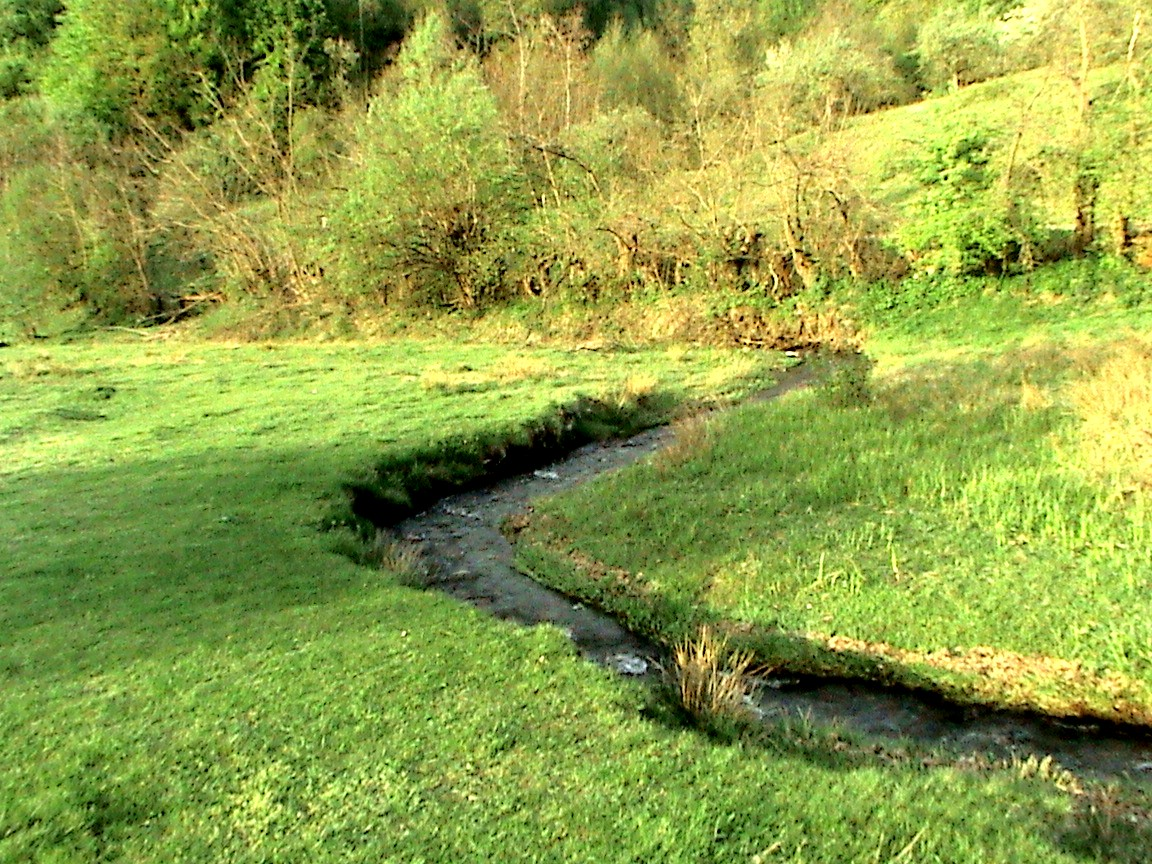
Cursul pârâului Valea Lupului.
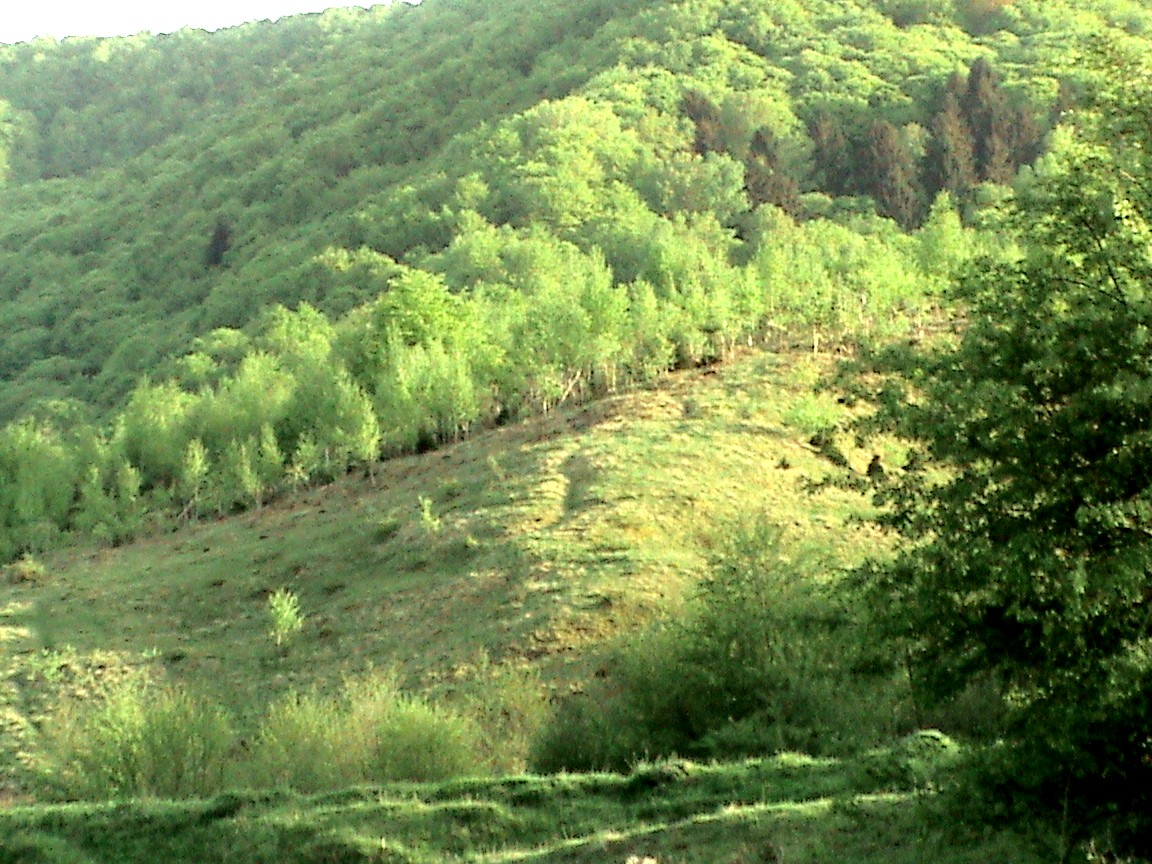
Lizieră montană.
Turmă de oi la păscut.

## Solurile

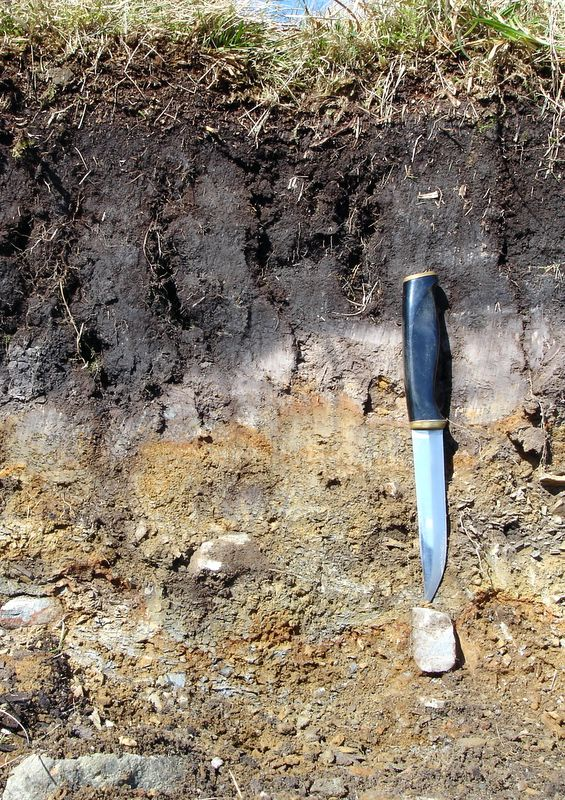
Podzol

În lunca Oltului se întâlnesc soluri hidromorfe, lăcoviști și semilăcoviști iar peste Olt, în hotarul numit „Brătanu”, predomină podzolul.

„Dealu Morii”, „Dealu Șăghișului”, „Humele” și „Arinii ăi Mari”, sunt formate din soluri argiloase, reci, improprii agriculturii deoarece favorizează băltirea apei în perioadele ploioase iar în cele secetoase se zvântă repede.

Sunt larg răspândite solurile brune și brune-roșcate de pădure, formate sub vegetația pădurilor de foioase. Aceste soluri se întâlnesc în „Butinei", „Coprine”, „Căldare” precum și pe „Valea Lupului” și „Racovicioară”.

## Vegetația
Pădurile satului sunt formate în majoritate din fag montan , care în „Braniște” coboară până la altitudinea de 600m. Lui i se asociază: carpenul, plopul, mesteacănul, salcia broștească, paltinul și sporadic, ulmul, frasinul și jugastrul.
În „Cioru”, alături de speciile menționate mai sus, cresc stejarul și teiul.
Dintre arbuștii întâlniți pe liziera pădurilor, prin luminișuri sau prin pășunat, se remarcă: alunul, „sălghișul” (crușanul), cornul, „măcieșul”, mărăcinul, socul și ienupărul(numit impropriu, jneapăn). Dintre liane, sunt răspândite iedera și curpenul de pădure, cunoscute de localnici sub numele comun de „himei”.
O mențiune deosebită o merită planta numită „țâtron” (lămâiul), care crește numai în cateva locuri din „Braniște”, plantă rară la nivelul întregii țări, motiv pentru care a fost declarată monument al naturii. În alte părți i se spune „curpen”, numele științific fiind „Ruscus hypoglossum”.

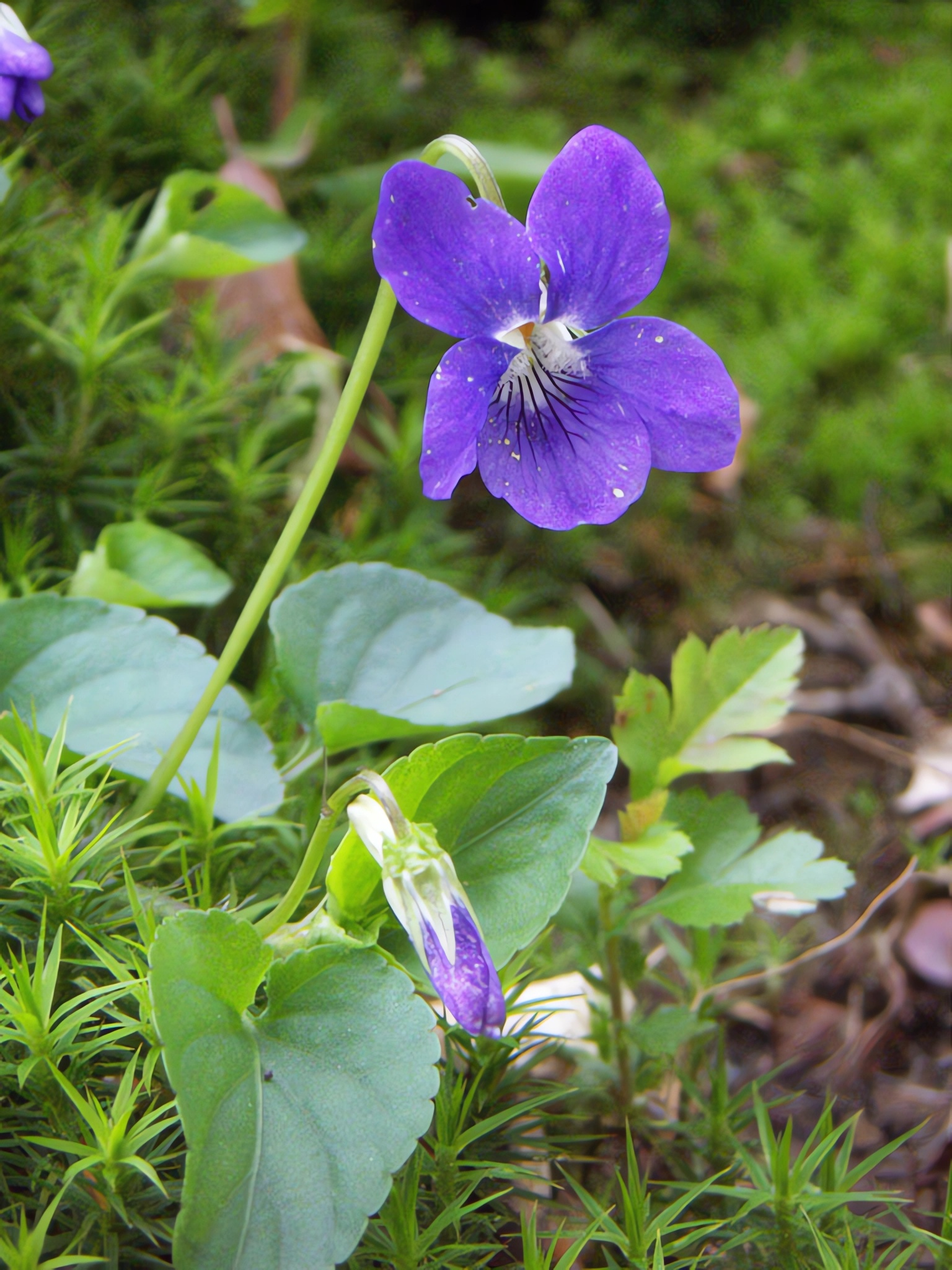
Viorea

Tot prin păduri, pe sub coroana bogată a copacilor se întâlnesc diferite specii de graminee între care predomină scrada, brădișorul, orhidee de diferite culori și nuanțe, frumos mirositoare, măcrișul iepuresc, cărora li se asociază numeroși bureți. Dintre aceștia, comestibili, enumerăm: urechiușa, creasta cocoșului, „milătarca” (hribul), buretele de fag, ghebea și „buretele usturos” (buretele alb); dintre cei „nebuni” (otrăvitori): buretele pestriț, buretele puturos, buretele flocos și ciuperca alba.
Nelipsite din flora pădurii sunt: „nușceaua” (brândușa), vioreaua, ghiocelul, brebeneii, tulichina, căldărușa, zburătoarea, fragul, afinul, „coacăzul” (pomușorul), murul și zmeurul, iar din categoria plantelor otrăvitoare: spânzul, steregoaia, mătrăguna, ghințura, omeagul și lipanul.

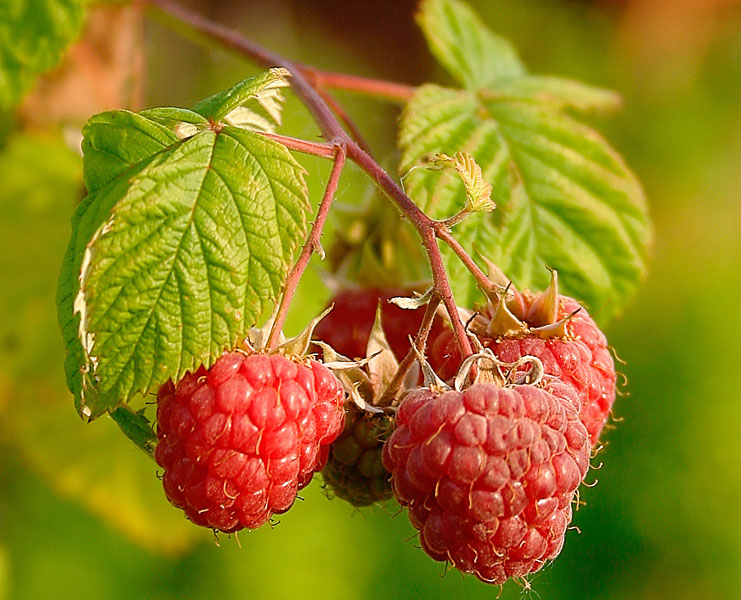
Zmeur

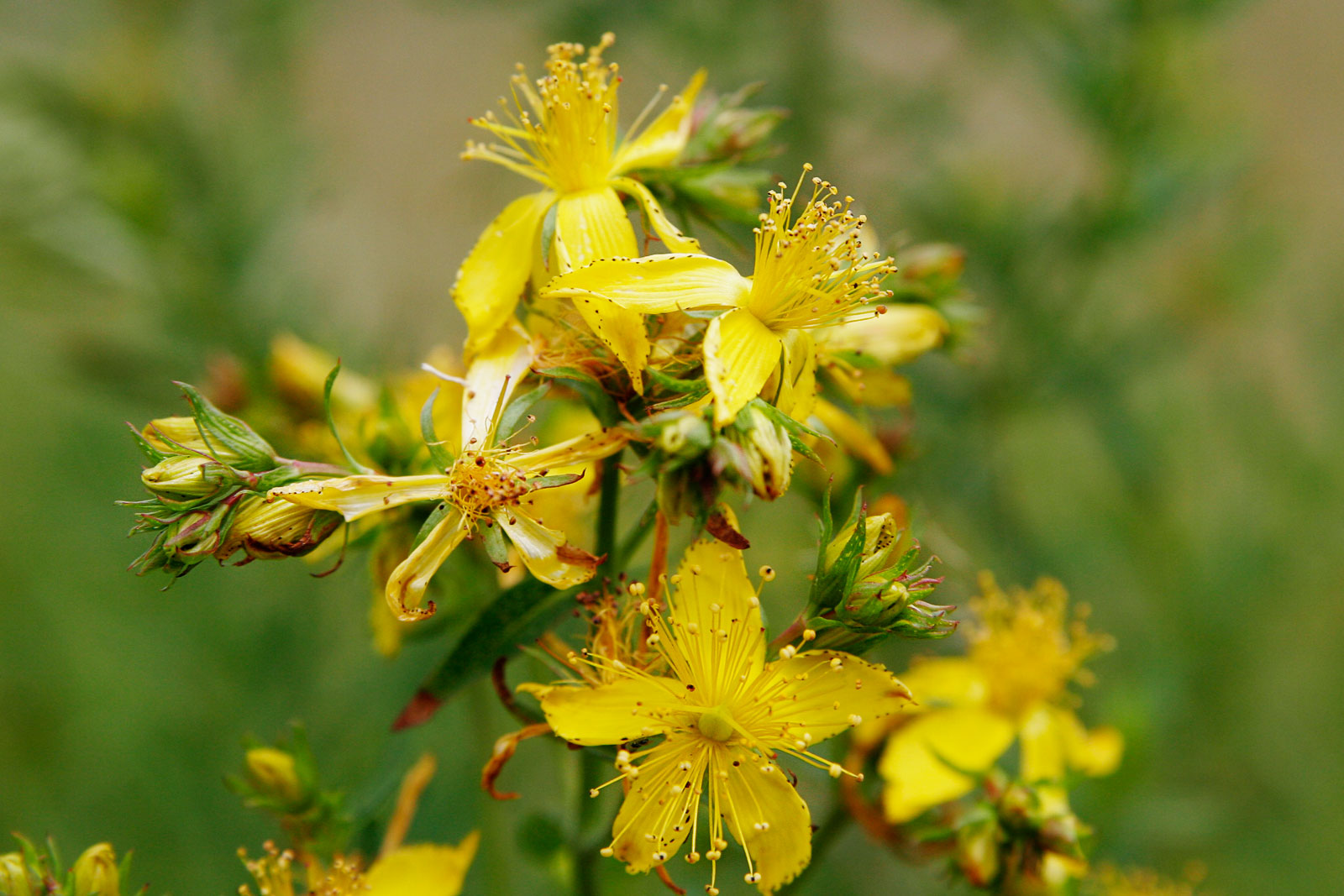
Sunătoare

Pe malul pâraielor limpezi și umbroase din păduri, cresc în voie plante iubitoare de umezeală precum: „podbealul” (podbal), săpunarița, calcea, brusturul, rogozul, pipirigul, „izma-broaștii”, gingașa „nu-mă-uita”, asociate sau nu cu feriga.
În fânețele din preajma pădurii, predomină „ierburile” (gramineele), cum sunt: timoftica, meișorul, păiușul „tremuricea” (Briza media) și „păru porcului”. Dintre plantele cu flori se cuvin a fi amintite: trifoiul sălbatic, „lipitoarea” (Viscaria vulgaria), „sunzuenele”, scăunelele numite și „scaonu popii” (Dianthus carthusianorum), sulfina, chimul, ochiul boului, pojarnița, sunătoarea, arnica, păpădia, clopoțeii și bujorii.
Prin ogoare și miriști cresc: iarba roșie, trei frați pătați, traista ciobanului, urda vacii, rocoina, rapița sălbatica, neghina, cicoarea, cocoșeii, știrul, loboda, „purecii” (turița), pălămida, volbura, mohorul, costreiul, pirul, ceapa ciorii, laptele câinelui, susaiul, „iarba scumpă” (colilia) și cânechioara.

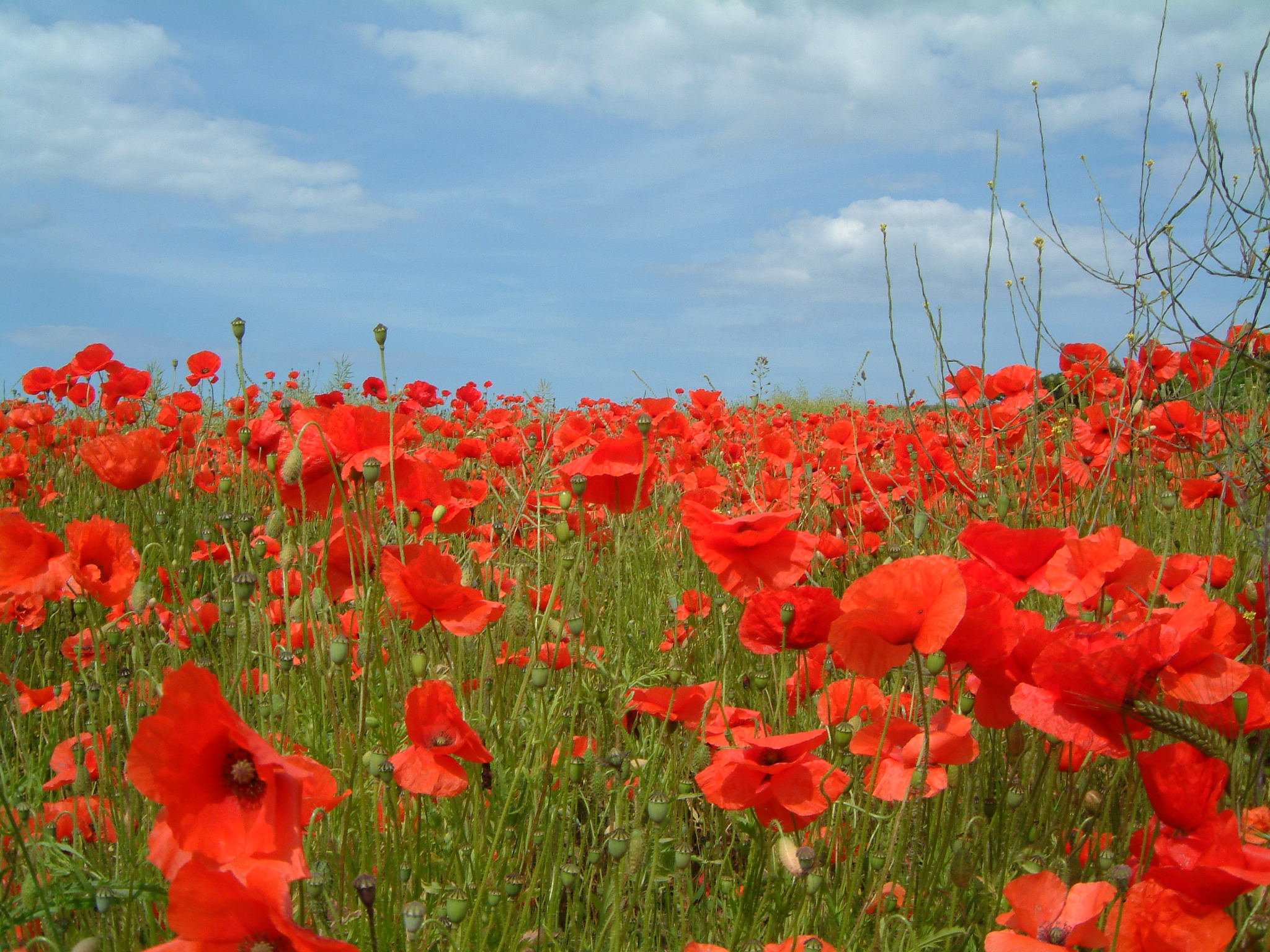
Câmp cu maci

Specifice pentru lunca Oltului sunt: macul, iarba lui tati (Pulmonaria augustifolia), codâia, lintița, inărița, crinul de baltă (stânjenelul galben), rogozul, trestia și papura.
Pe marginea drumului, la adăpostul gardurilor și prin locurile virane, cresc: scaiul, troscățelul, ciumăfaia, laurul, bozul, păpălăul, măselarița, cucuta, limba oii și „lugerul” (Rumex acetosa), ale cărui frunze sunt căutate de copii, pentru gustul lor acrișor.
"Prin grădinuțe", racovicencele cultivă cu pricepere flori ca: trandafiri, panseluțe, coprine(narcise), garoafe, crini, ruji(gherghine), regina nopții, busuioc, tămâița, calapăr, flori de paie, sulumini(gălbenele), la loc de frunte fiind „mălinul”(liliacul) și florile albe(iasomia). Prin case cultivă plante ornamentale ca: țâtronul(lămâiul), leandru, urzica moartă, begonia, crăciuneasa, cercelușii și diferite specii de cactuși numiți de localnici „limba soacrii".

## Fauna

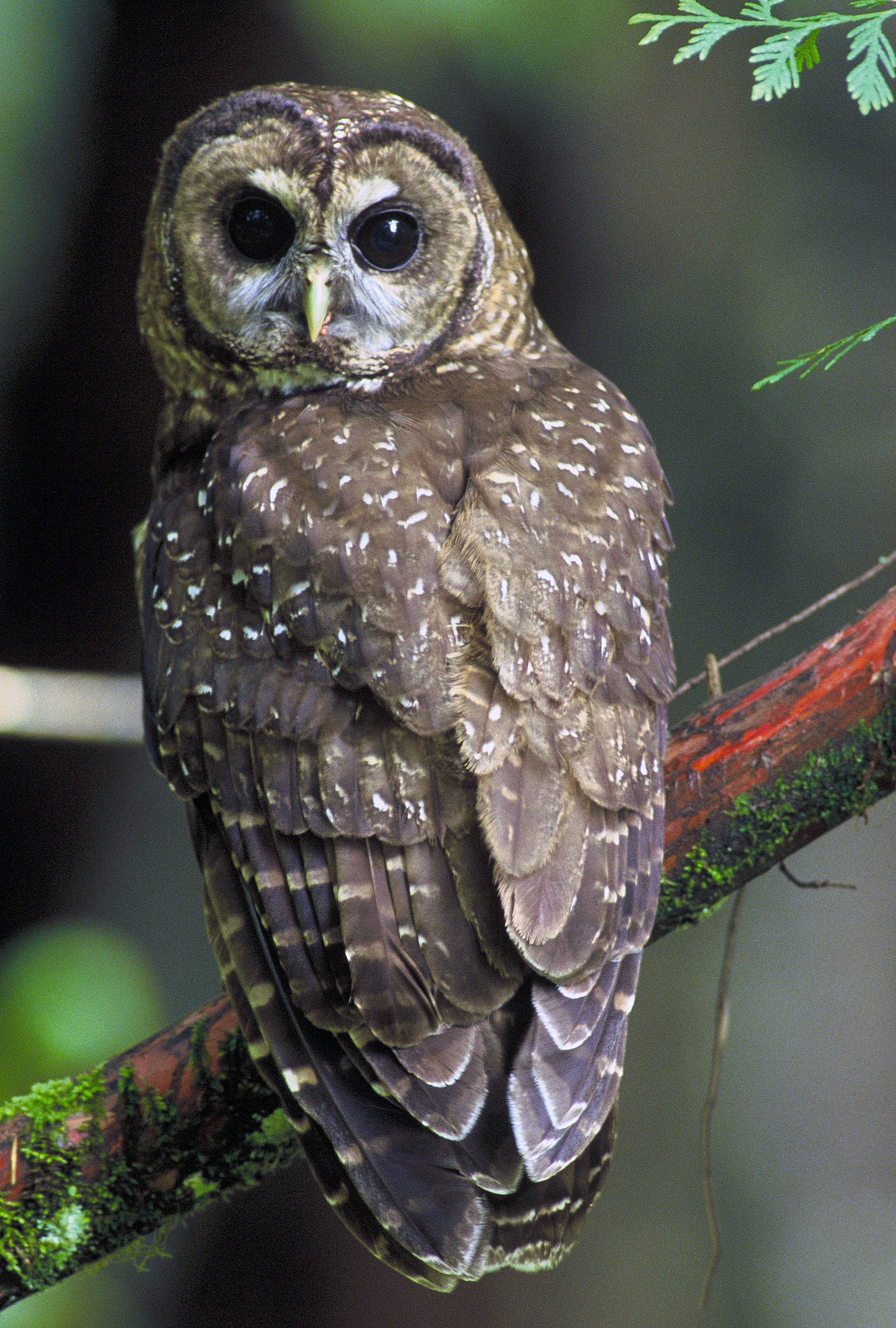
Buha

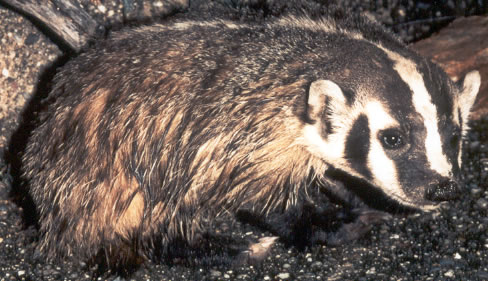
Iezănea sau Bursuc

În păduri este comun ursul, nărăvit uneori nu numai la vitele locuitorilor ci și la stupii și poamele de prin ogrăzi. Îl urmeaza cerbul carpatin, căpriorul, lupul, râsul și mistrețul, acesta din urmă dijmuind și el toamna lanurile de porumb și culturile de cartofi. Destul de frecvent se întâlnește jderul și veverița cât și, uneori, pisica sălbatică.
În zona colinară, ba chiar și în lunca Oltului, își fac veacul, „iezănea”(bursucul), iepurele, vulpea,nevăstuica, „helciu”(hermelina) și dihorul. Prin cotloanele săpate în țărmuirea Oltului, tot mai rar se vede vidra.
Din fauna mărunta amintim: ariciul, „sobolul” (cârtița), liliacul, șoarecele de câmp, „cloțanul”(șobolanul) și „cățălu pământului”(hârciogul).
Păsări:
- în păduri: „găinușa” (ierunca), „ghionoaia”(ciocănitoarea), porumbelul sălbatic,  turturica și sitarul[13] (prin „Braniște”).

- păsări răpitoare diurne: acvilele, găile, șoimii și șorecarii pe care localnicii le denumesc cu termenul comun de „ulii” sau „hărăi”.
- păsări răpitoare nocturne: buha, huhurezul și „ciuvica” (cucuveaua).
- corvidele: corbul, cioara, „țarca” (coțofana), „cioica” (stăncuța(Corbus monedula)) și „zgaița” (gaița)
- păsări cântătoare: cucu, „floierașu” (graurul), mierla, privighetoarea, „țicleanu” (sticletele), ciocârlia, presura etc.
- păsări din preajma apelor: barza, gâsca și rața sălbatică, „lăluțu”(stârcul), buhaiul de baltă, lăcaru, pescăruși.

Amfibii, reptile, pești și insecte:
- amfibii : broasca râioasă și cea comună, „brotacănul”(broatecul), salamandra și mai rar broasca țestoasă.
- reptile: diferite specii de șopârle dintre care se evidențiază gușterul, precum și câteva specii de șerpi veninoși, ca: șarpele orb, șarpele de casă, șarpele de apă și cel de pădure.
- pești: în bălți crapul și țiparul; în Olt: somnul, știuca, mreana, cleanul și scobarul.
- insecte: viespea, „bâțanu”(tăunele), strechea, „musca verde” și „bumbaru”(Bombus L.), în fânețe: greieri, „cosaci” (Locusta viridissima L.), „mămăruțe” (buburuze).
- arahnide: „pănjini” (păianjeni), căpușe.

## Galerie imagini

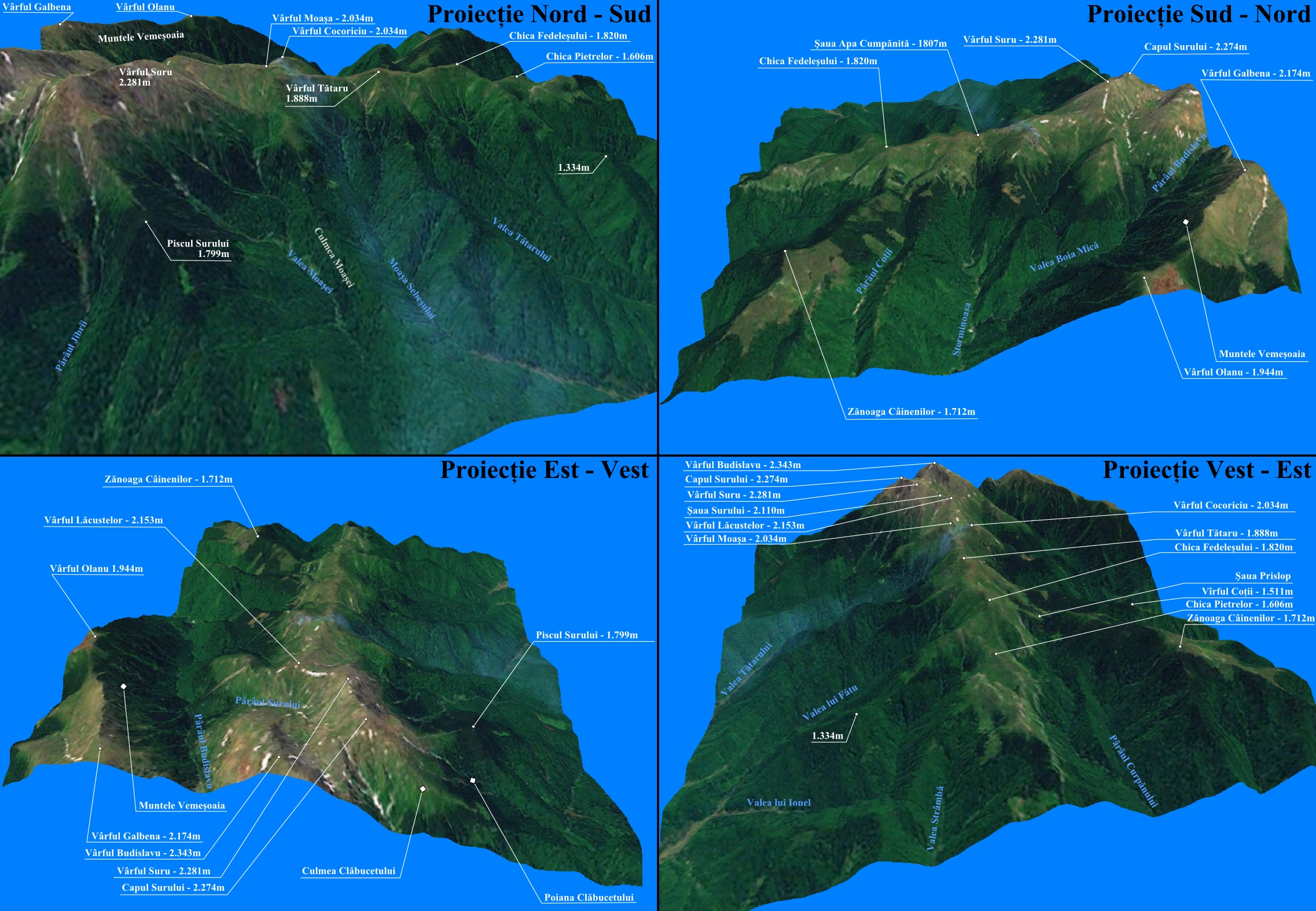
Prelucrare 3D pentru zona Chica Pietrelor - Varful Suru
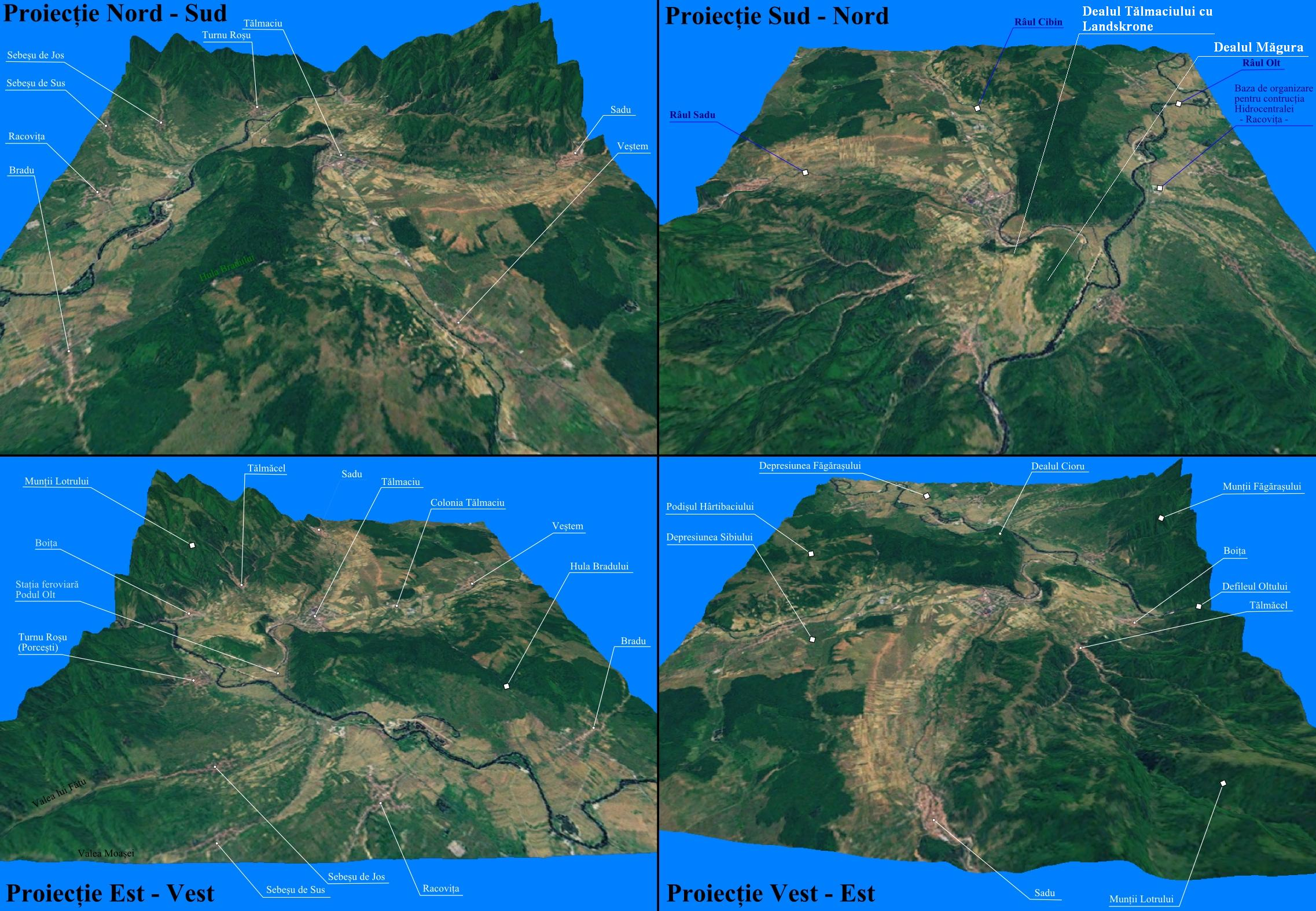
Amplasare zonală
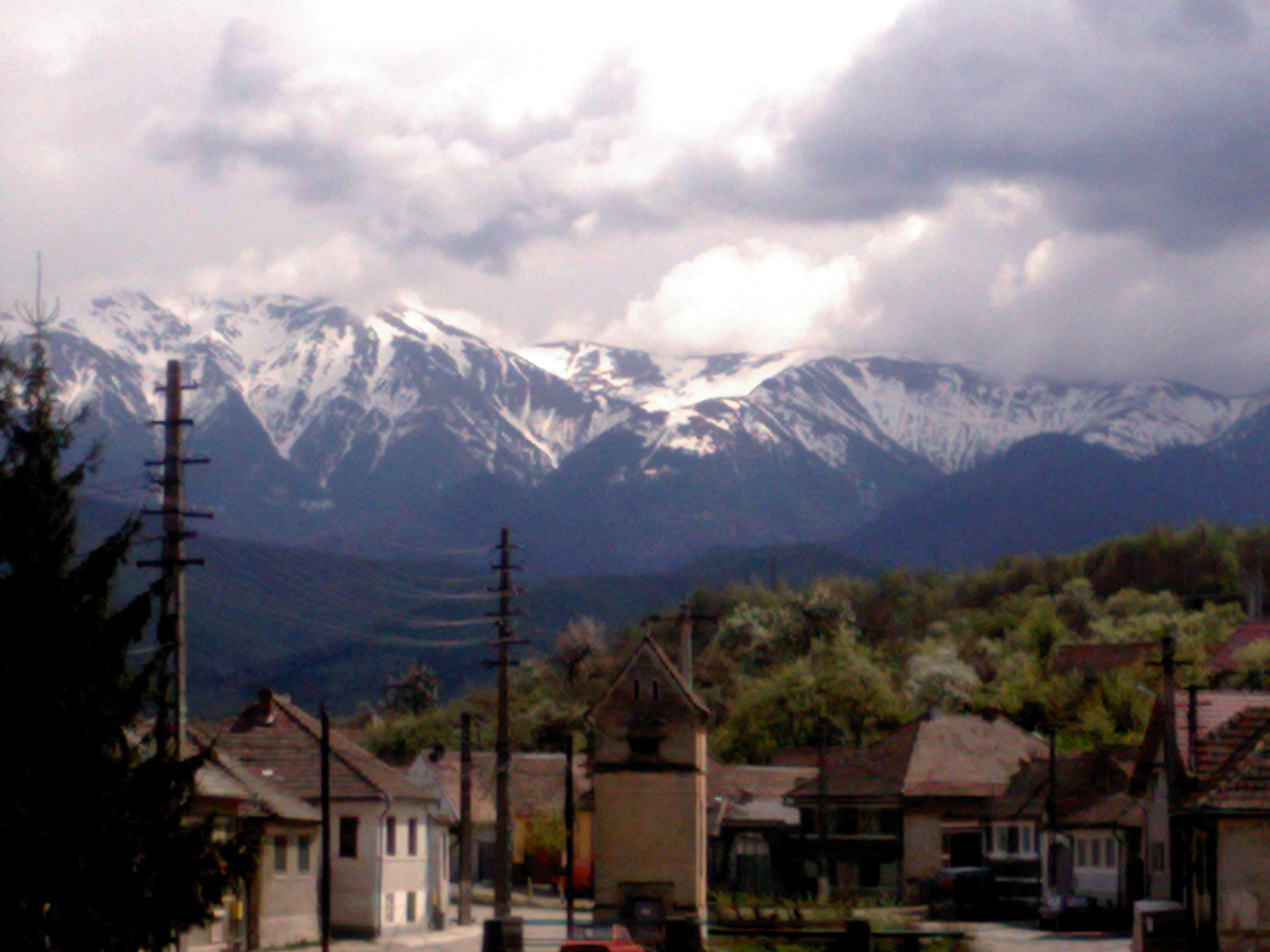
Muntele Suru văzut de pe "Podu' Văii"
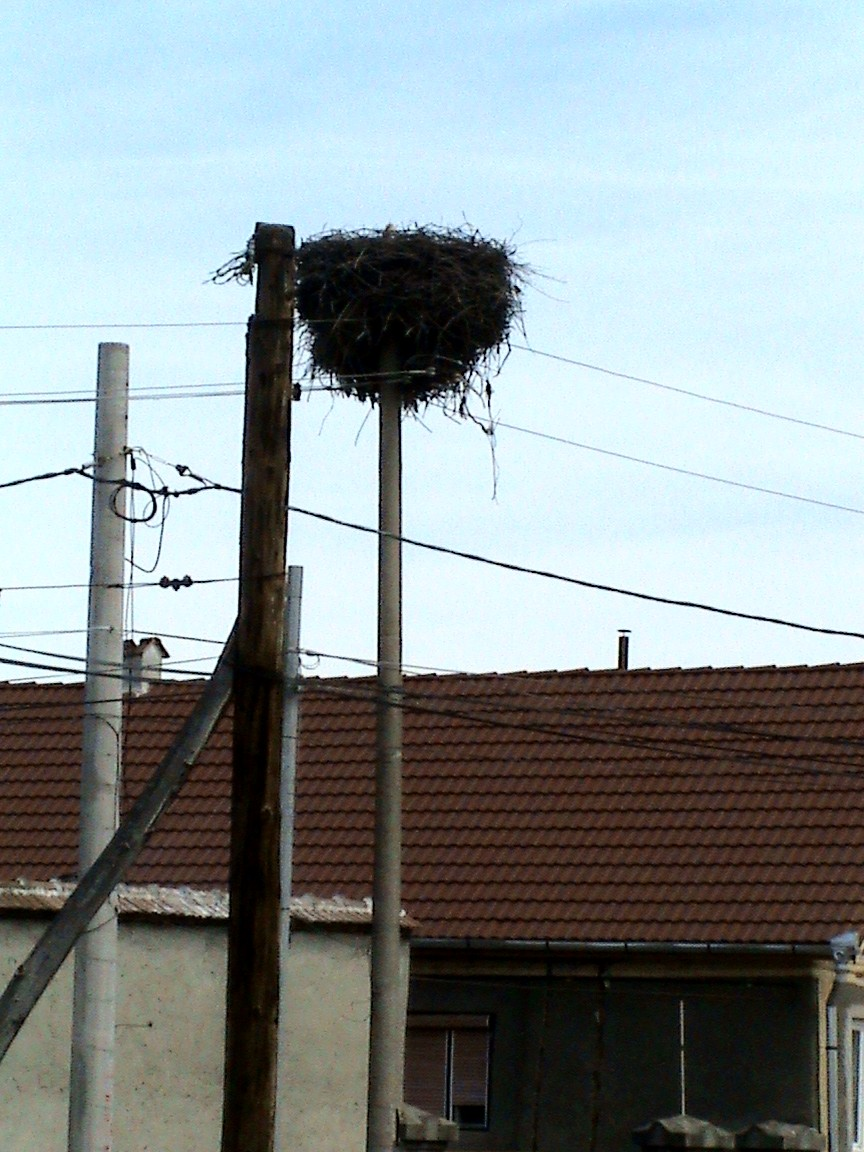
Cuib de berze pe un stâlp de curent de lângă biserică.
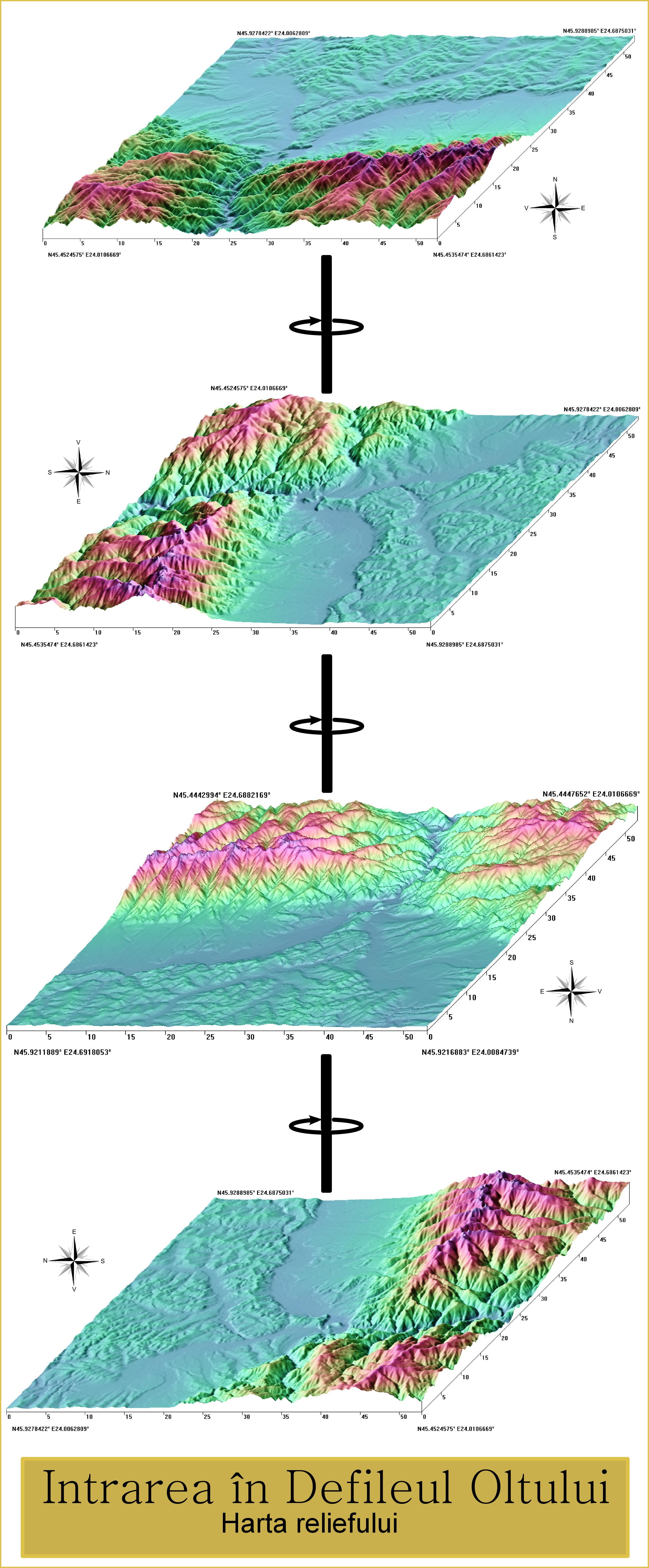
Secţiune 3D a reliefului la intrarea Oltului în defileu
Panoramic de relief al Vârfului Suru
Panoramic virtual din Vârful Suru
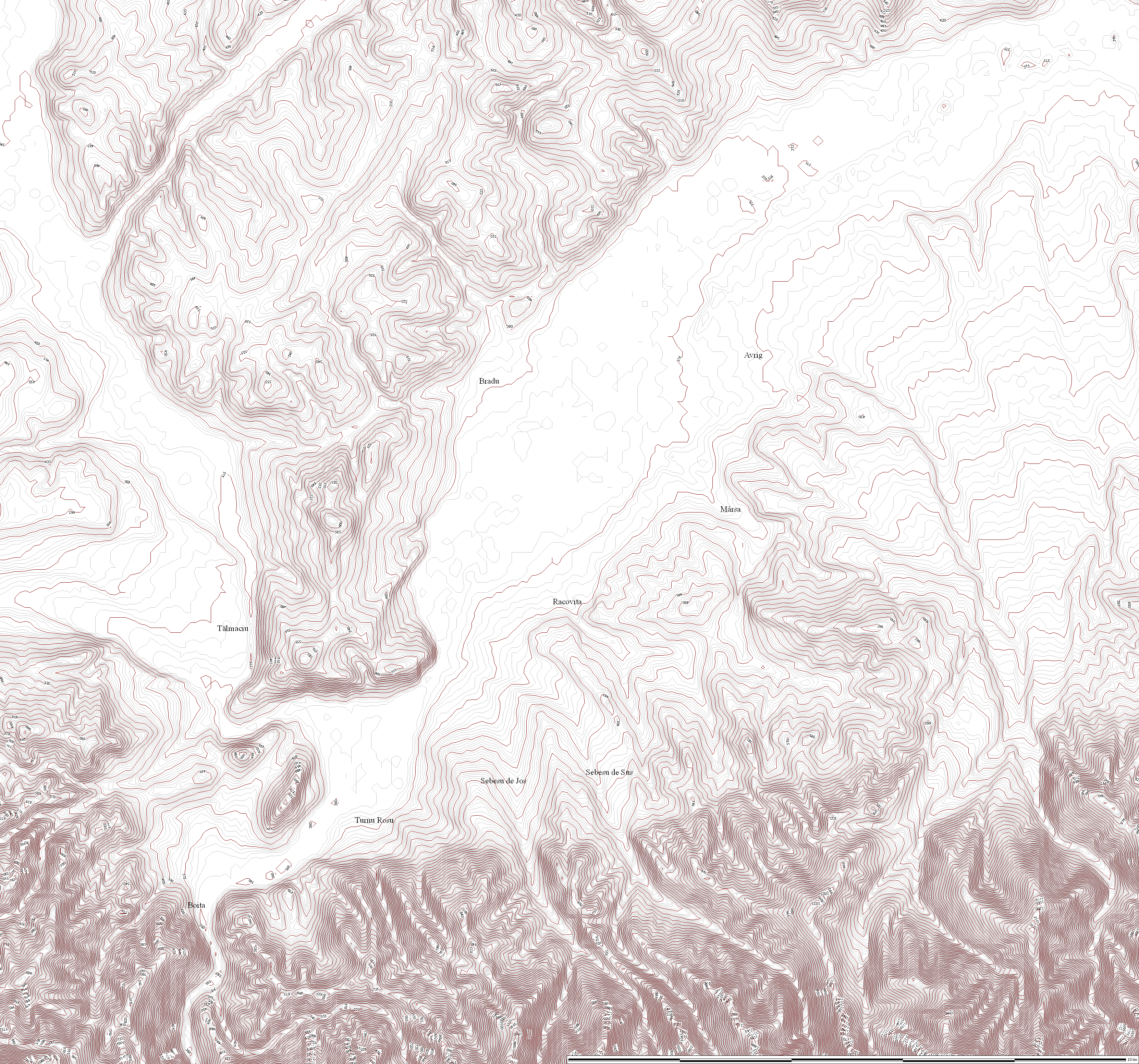
Topografia reliefului din zona Racoviței. Elevaţie 3m.